# Éphèse
Éphèse (en turc : Efes ; en grec ancien : Ἔφεσος / Éphesos ; en latin : Ephesus) est une ancienne ville et un actuel site archéologique de la province d'Izmir, en Turquie. Au cours de son histoire plurimillénaire, elle a été l'une des plus importantes cités grecques d'Asie mineure, la première et l'une des plus anciennes de l'Ionie.
Dans les temps anciens, la ville était située directement sur la mer, à l'embouchure du fleuve Caÿstre. En raison de la sédimentation et des changements climatiques et sismiques, le littoral s'est déplacé vers l'ouest au fil du temps, si bien que les vestiges de la ville se trouvent désormais à plusieurs kilomètres à l'intérieur des terres.
Éphèse était une ville de la Grèce antique, située sur la côte de l'Ionie, à 3 km au sud-ouest de l'actuelle Selçuk dans la province d'Izmir, en Turquie. Elle a été construite au Xe siècle av. J.-C.. sur le site d'Apasa, l'ancienne capitale d'Arzawa,
, par des colons grecs attiques et ioniens. À l'époque grecque classique, c'était l'une des douze villes membres de la Ligue ionienne. La ville passa sous le contrôle de la République romaine en 129 avant J.-C.
La ville était célèbre à son époque pour son temple d'Artémis, situé à proximité (achevé vers 550 av. J.-C.), qui a été désigné comme l'une des sept merveilles du monde antique. Ses nombreux bâtiments monumentaux comprenaient la bibliothèque de Celsus et un théâtre pouvant accueillir 24 000 spectateurs.
Éphèse est la ville destinataire d'une des Épîtres de Paul et l'une des sept églises d'Asie mentionnées dans le livre de l'Apocalypse. L'Évangile de Jean y a peut-être été écrit, et elle fut le site de plusieurs conciles chrétiens du Ve siècle (concile d'Éphèse). La ville fut détruite par les Goths en 263. Bien qu'elle ait été reconstruite par la suite, son importance en tant que centre commercial déclina, car le port fut lentement ensablé par le fleuve Caÿstre. En 614, elle fut partiellement détruite par un tremblement de terre.
Aujourd'hui, les ruines d'Éphèse sont une attraction touristique locale et internationale très appréciée, accessible depuis l'aéroport Adnan Menderes et depuis la station balnéaire de Kuşadası (l'« Île aux Oiseaux »). En 2015, les ruines ont été classées au patrimoine mondial de l'UNESCO.

## Géographie

Envasement de l'estuaire du Caÿstre et du port d'Éphèse, de l'Antiquité à l’époque ottomane : les ports sont représentés en bleu, la ville en rouge et gris.

Bien que ses vestiges soient situés près de sept kilomètres à l'intérieur des terres, près des villes de Selçuk et Kuşadası dans l'ouest de l'actuelle Turquie, Éphèse était dans l'Antiquité, et encore à l'époque byzantine, l'un des ports les plus actifs de la mer Égée ; il est situé près de l'embouchure du grand fleuve anatolien Caÿstre (appelé en turc Küçük Menderes « Petit Méandre »).
L’Artémision, le grand sanctuaire dédié à Artémis, la déesse tutélaire de la cité, qui comptait parmi les Sept merveilles du monde et auquel Éphèse devait une grande part de sa renommée, était ainsi à l'origine situé sur le rivage. C'est l'œuvre combinée des sédiments charriés par le Caÿstre, des changements climatiques, et peut-être d'accidents sismiques, qui explique le déplacement progressif de la côte vers l'ouest, et l'ensablement subséquent des ports de la ville, prélude de leur abandon.

## Histoire

### Âges du cuivre et du bronze

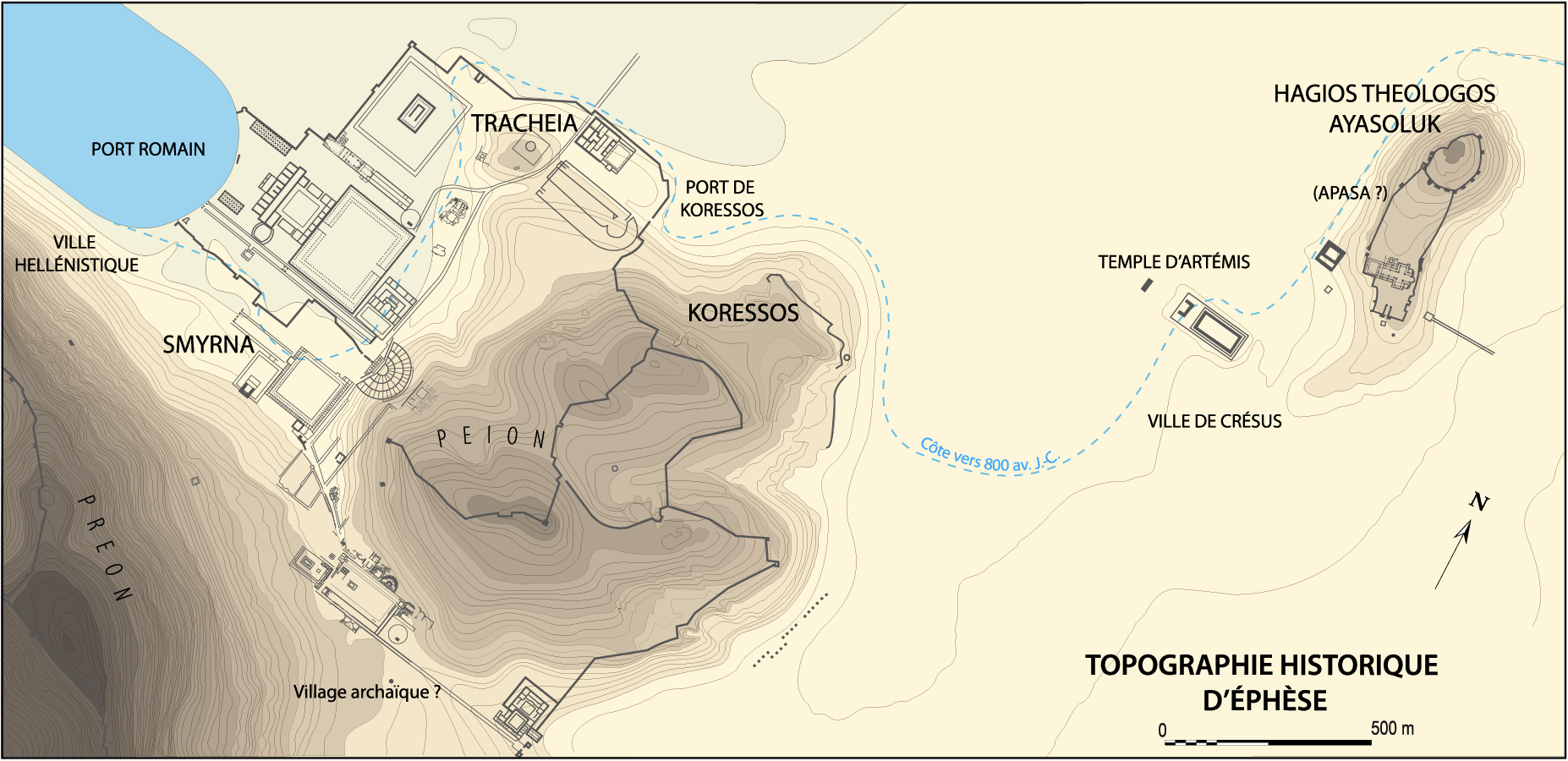
Topographie historique d'Éphèse.

Le nom d’Éphèse et la colonie originale datent de l’époque pré-grecque. Les preuves les plus anciennes de la présence humaine dans la zone de ce qui deviendra plus tard la ville d'Éphèse remontent à la fin du Chalcolithique, vers 5000 av. J.-C. Ces découvertes ont été faites sur le versant de la colline d'Ayasoluk, dans la région de la citadelle de Selçuk. Du milieu du IIe millénaire au IVe siècle av. J.-C., la colonie d'Apaša (également Abaša), située dans le pays d'Arzawa, connue grâce aux textes hittites et probablement identifiée avec Éphèse, était un centre important dans la sphère d'influence des cultures hittite et mycénienne. Apaša a été temporairement la capitale de l'empire Arzawa. Sur les versants sud et ouest d'Ayasoluk ont été découverts les restes d'un mur défensif du IIe millénaire av. J.-C. Entre autres choses, les découvertes minoennes et mycéniennes découvertes à Éphèse remontent au Ier siècle av. J.-C. et témoignent d'un commerce intensif avec la Crète et la Grèce mycénienne. Cependant, par rapport aux céramiques mycéniennes - qui proviennent de Milet et du continent grec - les styles céramiques locaux, typiquement anatoliens occidentaux, prédominent, ce qui indique que la colline d'Ayasoluk était un centre de pouvoir local important, suggérant que la colonie était identifiée avec Apaša, la capitale d'Arzawa.

### Du début de l'âge du fer à la période hellénistique
Selon la légende, Androclos, roi d'Attique, fonda la colonie précurseur de la ville d'Éphèse, bien que ce mythe reflète probablement les revendications ultérieures des Athéniens sur l'Ionie. Les premières poteries grecques de l'âge du fer découvertes remontent à la fin du XIe siècle av. JC (première poterie proto-géométrique). Comme cela dépasse largement les produits indigènes fabriqués à la main, les historiens supposent que le site d'Éphèse a été une colonie grecque habitée à partir de la fin du XIe siècle av. J.-C.
Les Lydiens et les Cariens locaux vivaient au nord-est de la zone urbaine actuelle et, selon la tradition, les Grecs immigrés fondèrent leur propre colonie appelée Koressos vers le milieu du VIIe siècle av. JC. En 400 av. J.-C., Éphèse fut attaquée par les Cimmériens. Les sources anciennes ne permettent pas de savoir si la ville a été pillée et éventuellement détruite ou si l'attaque a rencontré une résistance. Des pointes de flèches datant de cette époque sont attribuées par certains chercheurs aux Cimmériens. Quoi qu'il en soit, les conséquences pour Éphèse n'ont guère été dévastatrices, car quelques années plus tard, Éphèse englobait le territoire de Magnésie, qui avait été complètement détruit soit par les Cimmériens soit par les Trériens. Après la conquête par le roi lydien Crésus en 560 av. J.-C., il y eut au IVe siècle av. J.-C. un synoikismos, c'est-à-dire que plusieurs petites colonies furent fusionnées et une nouvelle colonie fut construite dans une zone proche du temple d'Artémis. Dans la période qui suivit, d'abord les Perses, puis les Athéniens, puis les Spartiates et enfin les Perses contrôlèrent à nouveau la ville. L'Artémision brûla en 356 av. J.-C. et il a ensuite été reconstruit.
En 334 av. J.-C., Alexandre le Grand se tenait devant la ville. En 296 av. J.-C. Éphèse fut déplacée en son lieu actuel par le roi diadoque Lysimaque de Thrace et temporairement rebaptisée Arsinoeia en l'honneur de son épouse Arsinoé II. À partir de cette époque, Éphèse était une grande ville portuaire de près de 350 hectares, qui de 189 à 133 av. J.-C. a appartenu au royaume de Pergame, puis, après 133 av. J.-C., à l'Empire romain.

### La métropole romaine

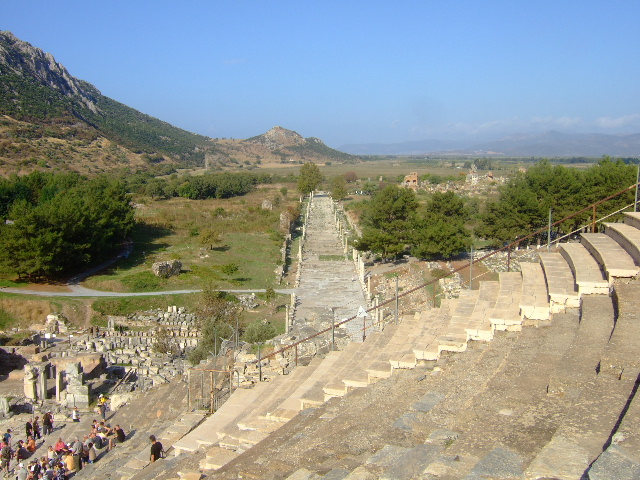
Le port d'Éphèse ensablé, vu du théâtre.

Du temps des Romains, Éphèse devint le siège du proconsul de la province d'Asie. Les premières décennies de la souveraineté romaine sur la cité d'Éphèse ont été marquées par des tensions croissantes, qui ont finalement dégénéré dans le bain de sang des Vêpres d'Éphèse, lorsque les citoyens grecs de la ville, en 88 av. J.-C., ont massacré de nombreux Romains et Italiens. À l’époque impériale, la situation s’est calmée et la domination romaine est désormais perçue comme moins oppressive.
Éphèse était l'une des villes les plus importantes, peut-être même avec plus de 200 000 habitants, l'une des plus grandes villes de l'Empire romain. De nombreux bâtiments publics furent construits, financés à la fois par la ville et par de riches citoyens, comprenant une basilique de forum en l'honneur d'Auguste et des temples dédiés aux empereurs Vespasien et Hadrien, vénérés dans le cadre du culte impérial. Le monument parthe à Lucius Verus, construit vers 170, était remarquable. En 262, Éphèse fut frappée par un grave tremblement de terre et, peu de temps après, des guerriers gothiques pillèrent les lieux.
La ville s'est rétablie, à un niveau plus modeste, et a conservé sa position importante jusqu'à la fin de l'Antiquité, d'une part comme lieu de pèlerinage et siège épiscopal, d'autre part comme capitale du diocèse (laïc) d'Asiana.

### Le christianisme à Éphèse
Éphèse est également importante en ce qui concerne le développement du christianisme : vingt années seulement après Jésus, son enseignement atteint Éphèse sur la côte ouest de l'Asie Mineure via Apollos (Actes 18:24-28). La communauté d’Éphèse était l’une des plus anciennes communautés chrétiennes. L'apôtre Paul a pu s'appuyer sur l'annonce d'Apollos, s'y étant déjà brièvement arrêté au retour de son deuxième voyage missionnaire, vers 52 apr. J.-C. (Actes 18:19). Il y suscita entre autres la colère des marchands de dévotion, qui craignaient pour leurs bonnes affaires avec la « Diane les Éphésiens ». Paul était légalement toléré dans la ville. Environ une année plus tard, il vint de nouveau à Éphèse (Actes 19) et y resta probablement trois années, dont il dut probablement passer une partie du temps en prison. Durant cette captivité, il écrivit les lettres aux Philippiens et à Philémon. D'autres de ses lettres ont probablement été écrites à Éphèse (comme l'Épître aux Romains, la première et la deuxième Lettre aux Corinthiens et l'Épître aux Galates). Une lettre importante a été adressée aux Éphésiens eux-mêmes. La communauté chrétienne d'Éphèse est alors destinataire de la première épître de l'Apocalypse de Jean (Ap 2:1-7) aux sept communautés d'Asie Mineure (Ap 1:11).
Selon une légende extra-biblique ultérieure, après l'ascension de Jésus, Marie se serait installée dans une maison près d'Éphèse (la maison de Marie) avec le cercle de femmes proches de Jésus et aussi avec l'apôtre Jean et d'autres personnes qui ont propagé la doctrine du christianisme. Jean serait donc mort à Éphèse. Le dialogue entre le chrétien Justinus et le juif Tryphon, basé sur le modèle des dialogues platoniciens, aurait également eu lieu ici, probablement vers 157, et constitue l'une des premières confrontations chrétiennes enregistrées avec le judaïsme.
Il y a eu des évêques d'Éphèse depuis le Ier siècle. Selon la légende, le premier évêque, Timothée, ami et compagnon de Paul, fut tué par les disciples d'Artémis en 97, alors qu'il tentait d'arrêter une procession honorant la déesse. En 325, la métropole d'Éphèse fut créée, c'est-à-dire l'archevêché de la plus grande région, qui n'était subordonnée qu'au patriarcat de Constantinople. L'archidiocèse a existé jusqu'à ce que les chrétiens de Turquie soient expulsés en 1923.
En 431, le troisième concile œcuménique, également appelé concile d'Éphèse, convoqué par l'empereur Théodose II, se réunit à Éphèse, et en 449, le deuxième concile d'Éphèse, passé à la postérité sous le nom de « brigandage d'Éphèse », dont les décisions furent rejetées dès 451. L'église dite Sainte-Marie est mentionnée à plusieurs reprises comme lieu du concile, bien que cela soit controversé dans la recherche. La vie antique tardive a prospéré à Éphèse jusqu'au VIe siècle. Le dernier édifice monumental majeur de la ville fut la basilique Saint-Jean, l'une des églises les plus grandes et les plus importantes de l'Empire byzantin, construite sous l'empereur Justinien sur la tombe présumée de l'apôtre.

### Ville de province byzantine
La peste de Justinien, vers 542, a entraîné le déclin important de la population à Éphèse, comme dans la ville comparable de Milet à cette époque, de sorte qu'au VIe siècle, certaines parties de la ville ont été désertées et leurs anciens bâtiments sont tombés en ruine sans violence. Ce sont les invasions sassanides — la ville fut peut-être conquise par les Perses en 615/616, comme l'indiquent des traces d'incendie — et les invasions arabes ultérieures qui mirent fin à la phase antique de la ville au VIIe siècle. À cela s’ajoute l’envasement croissant du port.
En 867, une armée paulicienne dirigée par Johannes Chrysocheir conquit la ville. En 1090 – peu avant la première croisade – Éphèse fut conquise par les Turcs Seldjoukides : la ville d'Ayasoluk ou Ayasluğ, rebaptisée plus tard Selçuk, a été construite à proximité.
Sous les Comnènes et les Paléologues, qui conquirent à nouveau la région de Byzance, la ville joua un rôle central dans la défense de la région du Méandre. En 1295, Alexios Philatropenos obtint de plus grands succès contre les Turcs et entra en conflit avec Constantinople. Il s'est d'abord rebellé avec succès contre l'empereur et a capturé Théodore, le frère de l'empereur, qu'il a envoyé à Éphèse. La rébellion s'est rapidement effondrée.
En 1304, Byzance fit une dernière tentative pour sécuriser la région autour d'Éphèse. La Compagnie catalane, une force mercenaire, vainquit les Turcs à Thyrée et fut rappelée pour réprimer une rébellion au nom de l'empereur. Leur chef Roger avait payé cher ses succès en extorquant de l'argent à plusieurs villes, dont Éphèse. Un peu plus tard, la ville tomba finalement aux mains des Turcs et la population fut tuée ou déportée.

### Émirat d'Aydın
Elle redevint bientôt un port pour l'émirat d'Aydın, qui profita grandement de la longue dispute sur sa rivale Smyrne : la ville est devenue un centre important pour la navigation et la piraterie turques, ainsi que pour le commerce avec Venise et Gênes. Le 23 juillet 1319, une flotte turque composée d'un équipage de 2 600 hommes lève l'ancre pour attaquer Chios et est vaincue par les chevaliers de Rhodes. Vers 1325, l'émir Mehmet partage son royaume entre ses fils, conservant la suzeraineté jusqu'en 1334. Hızır reçut Éphèse et dut se soumettre au successeur de son père et frère cadet, Umur. Lorsque Umur mourut au combat contre une ligue de croisades à l'extérieur de Smyrne en 1348, Hızır devint le suzerain d'Aydın. Il continua à résider dans la citadelle de Selçuk, ce qui a déplacé l'attention de l'ancienne capitale Birgi vers Éphèse. En 1333, Ibn Battūta visita la ville et rapporta comment l'église Saint-Jean avait été transformée en mosquée principale de la ville et que la ville avait quinze portes. Wilhelm von Boldensele a visité la ville en 1335, Ludolf von Sudheim en 1336 ou 1341. Ludolf reprit la description de l'église de son prédécesseur, ajoutant que l'émir avait confisqué ses terres au dernier habitant de la vieille ville et que sa veuve était toujours en ville au moment de sa visite, vivant dans une ville en décadence.
Les Italiens, qui appelaient la capitale Altoluogo, effectuaient un commerce intensif avec la population locale, par exemple d'alun, de céréales et de cire. Le port n'était plus à Éphèse ni à Ayusuluk, mais à six kilomètres à l'ouest de la ville, dans l'ancienne Panormos. Les Lombards qui avaient fui l'Italie y vivaient et rejoignaient souvent les Turcs lors de voyages de pirates, comme le rapporte Ludolf von Suchem. Afin de promouvoir ce commerce, notamment celui des céréales, Éphèse a même émis ses propres pièces de monnaie pour la première fois depuis un millénaire.
Bien que Hızır ait négocié à partir de 1348 avec les puissances européennes, son émirat en 1350 avait tellement récupéré que les pirates partaient à nouveau d'Éphèse. Il parvint à un accord avec Venise en 1358, de sorte que, vers 1360, il put transmettre à son successeur Isa un pouvoir fondé sur un commerce florissant. Cela n'empêcha pas Isa de faire circuler des ducats vénitiens contrefaits ou de continuer à détourner des navires italiens. La flotte vénitienne l'oblige ensuite à cesser de frapper monnaie en 1370.
Bien que les décennies suivantes aient été marquées par une prospérité considérable, l'émirat tomba bientôt dans l'ombre de la montée des Ottomans, qui soumirent les émirats de la côte ouest de l'Asie Mineure lors d'une campagne à grande échelle en 1390, et Isa dut se soumettre. Éphèse fut occupée avant mars 1390.
En 1402, le sultan fut vaincu à la bataille d'Ankara et le vainqueur Timur s'installa à Éphèse à l'automne pour détruire Smyrne en décembre. Son immense armée retourna ensuite à Éphèse, d’où elle pilla les environs. Elle ne quitta de nouveau la région qu'au printemps 1403.
Musa, fils du défunt Isa, dirigea Éphèse pendant une courte période ; il fut suivi par son frère Umur en 1403. Junayd, neveu d'Isa, se rebella avec une petite force et occupa Éphèse. Il s'allie à Süleyman, l'un des fils de l'Ottoman décédé près d'Ankara. Umur refusa d'accepter cela et assiégea Éphèse, dont les quatre quartiers furent incendiés. Junayd, à son tour, pilla les environs et Umur accepta de faire un compromis. Junayd le fit assassiner. En 1407, il fit face au siège de Soliman, avec qui il avait rompu l'alliance. Il devait se soumettre. La ville a dû soutenir l'armée pendant quatre mois. Après la mort de Süleyman en 1410, Junayd revint et reprit le contrôle, qu'il conserva jusqu'en 1425, date à laquelle les Ottomans s'emparèrent finalement des vestiges de la ville.

### Plan général des vestiges archéologiques

Plan général des vestiges d'Éphèse, avec la zone couverte par les trois plans détaillés (A, B et C) indiquée en rouge. Voir la numérotation complète des monuments dans la liste déroulante ci-dessous.

Plan détaillé A : district administratif autour de l'Agora civique.
16. Bains de l’Agora civique ; 17. Fontaine ; 18. « Agora civique » ; 19. Colonnade sud de « l’Agora civique » et porte dorique ; 20. Temple de l’Agora civique ; 21. Stoa basilique ; 22. Odéon / Bouleutérion ; 23. Téménos au monument double ; 24. Prytanée ; 25. Maison de banquet près du Prytanée ; 26. Cathodos du Prytanée avec embasis ; 27. Chalcidicum ; 28. Monument de Pollio et fontaine de Domitien ; 29. Hydrecdochéion de Laecanius Bassus ; 30. Temple de Domitien ; 31. Monument niche ; 32. Monument de Memmius ; 33. Hydreion ; 34. Monument rond ; 35. Porte d’Hercule ; 36. Rue des Courètes (Embolos) ; 37. Porte de Trajan ; 38. Nymphée de Trajan.

Plan détaillé B : Agora tétragone et bibliothèque.
41. Bain de Varius / Bains de Scholasticia ; 42. Rue de l’Académie ; 43. Latrine et « Maison des Plaisirs » ; 44. Stoa des Alytarques ; 45. Puits hellénistique ; 46. Hexagone / nymphée ; 47. Octogone ; 48. Hérôon d'Androclos ; 49. Porte d'Hadrien ; 50. Maisons en terrasses 1 ; 51. Maisons en terrasses 2 ; 52. Fondations d'un autel ; 53. Maison à péristyle hellénistique ; 54. Porte dite du « tube » (?) ; 55. Bibliothèque de Celsus ; 56. Porte sud de l'Agora ; 57. Tombe du rhéteur Dionysios ; 58. Voûte de briques (embolos) ; 59. Monument circulaire à la fontaine ; 60. Rue de Marbre ; 61. Agora Tétragone (Marché) ; 62. Hall de Néron ; 63. Porte ouest de l'Agora ; 64. Porte nord de l'Agora ; 65. Rue occidentale ; 66. Porte à la Méduse ; 75. Théâtre.

Plan détaillé C : quartier dit de Koressos entre le théâtre et le port.
75. Théâtre ; 76. Maison byzantine (Panayırdağ) ; 77. Enceinte byzantine ; 78. Rue du Théâtre (Plateia in Coressus) ; 79. Gymnase du théâtre ; 80. Monument à abside ; 81. Palais byzantin ; 82. Arkadianè ; 83. Arkadianè et colonnade adjacente ; 84. Monument aux quatre colonnes ; 85. Église au sud de l'Arkadianè ; 86. Exèdre ; 87. Porte intermédiaire du Port ; 88. Porte sud du Port ; 89. Porte nord du Port ; 90. Marché du Port ; 91. Atrium thermarum ; 92. Bains du Port ; 93. Gymnase du Port ; 94. Xystoi / Salles de Verulanus ; 95. Église de la Vierge Marie ; 96. Baptistère de l'église de la Vierge.

## Urbanisme et principaux monuments

### Monuments d'époque grecque

#### Le temple d'Artémis (1)

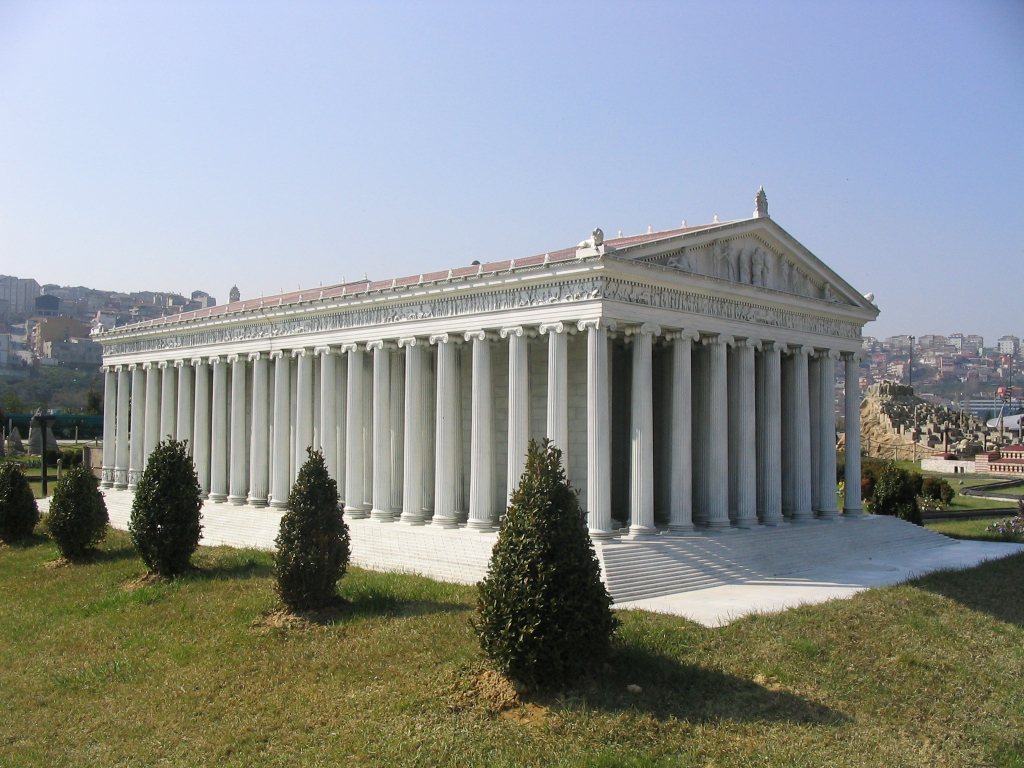
Modèle du temple d'Artémis à Éphèse. Miniatürk, à Istanbul.

La divinité protectrice de la cité, ou divinité poliade, est la déesse Artémis, en l'honneur de qui furent érigés trois sanctuaires et un magnifique temple lequel faisait partie des sept merveilles du monde.

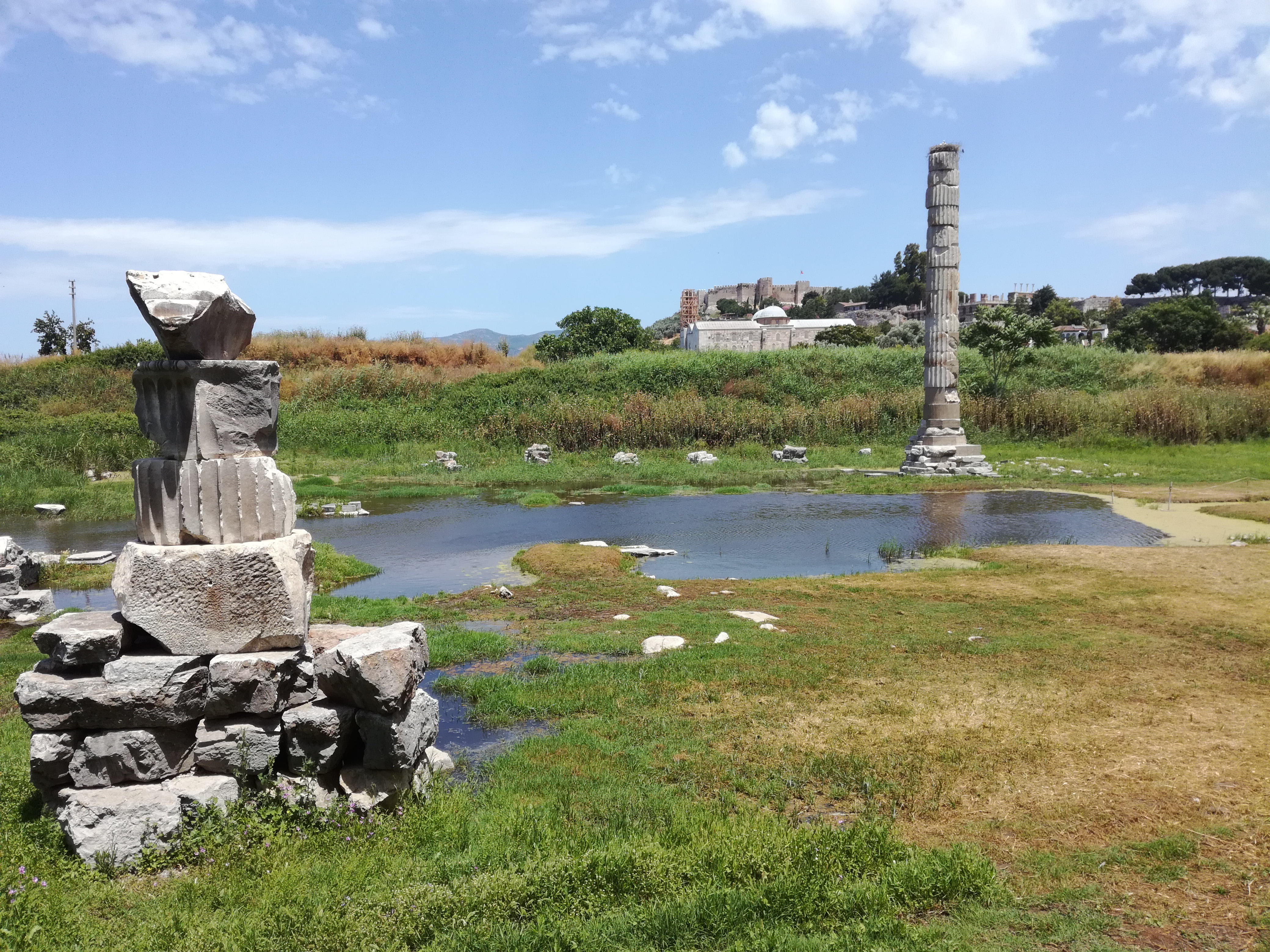
Vestiges in situ du temple d'Artémis. Au fond, la mosquée d'İsa Bey et l'ensemble fortifié de la citadelle d'Ayasoluk et de la basilique Saint-Jean-le-Théologien.

Les tessons de céramiques mis au jour par les fouilles autrichiennes ont permis de confirmer les témoignages antiques sur l'ancienneté du culte d'Artémis Ephesia. Le premier dispositif bien attesté est une cour découverte avec au centre un baldaquin formé de deux rangées de trois colonnes, probablement d'inspiration orientale, qui est ensuite inclus dans un petit temple périptère orienté à l'ouest, contrairement à la coutume de Grèce continentale. Celui-ci est remplacé à partir de 560 av. J.-C. par un imposant temple ionique diptère en marbre.
Incendié en 356 av. J.-C., il est reconstruit à l'époque hellénistique, surhaussé par un podium, élargi et enrichi par une nouvelle décoration sculptée à laquelle, s'il faut en croire Pline l'Ancien, contribue le célèbre sculpteur Scopas. Le temple est détruit par les Goths en 262 ; seuls quelques vestiges subsistent sur place. Quelques fragments du décor sculpté ont été mis au jour, aussi bien pour le temple archaïque que pour le temple hellénistique ; ils sont conservés au British Museum.

#### Le théâtre (75)

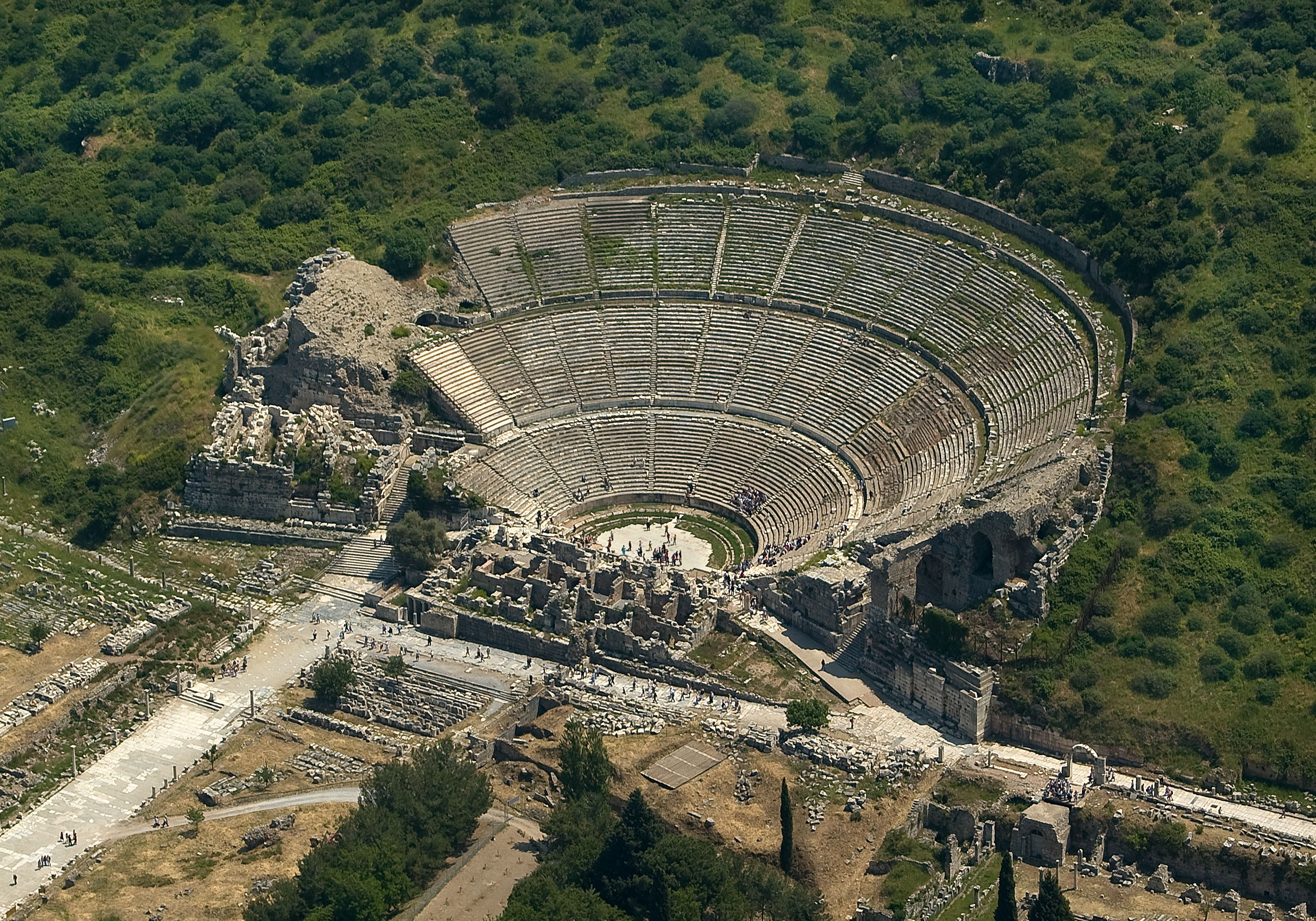
Théâtre d'Éphèse.

Cette construction monumentale en marbre mesure 145 mètres de large, avec une cavea de 30 mètres de haut. La construction du théâtre a commencé à l’époque hellénistique et s'est terminée à l’époque romaine. Toutefois, tout comme l'Artémision, l'édifice hellénistique a été bâti sur la base d'un théâtre plus ancien, qui servait encore à l'époque classique. La scène de 25 × 40 mètres et les gradins pouvaient accueillir jusqu’à 24 000 spectateurs.

### Monuments d'époque romaine

#### Bibliothèque de Celsus (55)

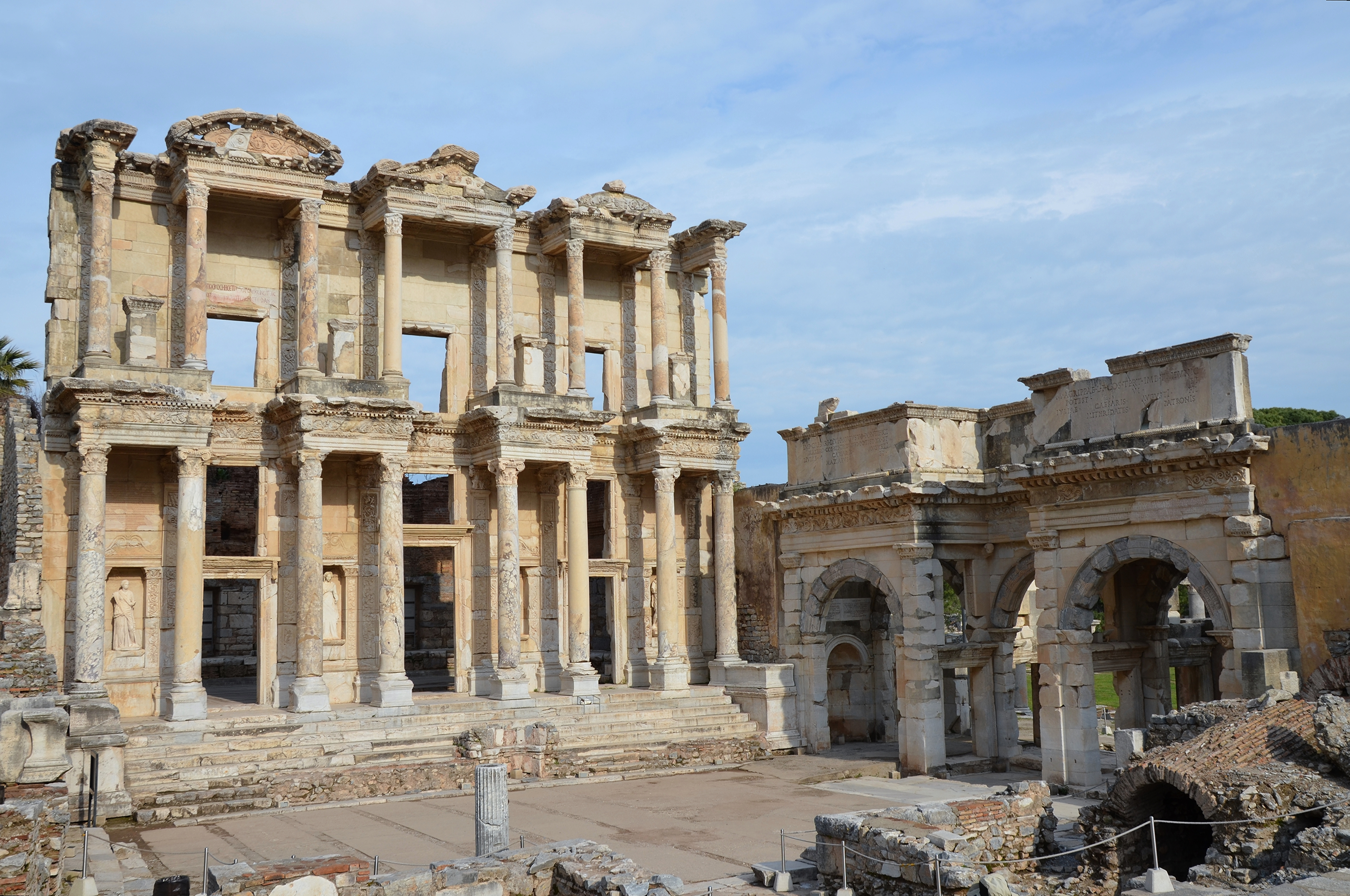
Bibliothèque de Celsus (55) et porte de l'agora (56).

La bibliothèque n’a été révélée que par des restes monumentaux. Incendiée par les Goths en 263 apr. J.-C., tout ce qu’elle renfermait fut détruit. Devant la façade en ruines, les Éphésiens installèrent des plaques de marbre pour construire un bassin de fontaine. La façade actuellement en place est le fruit de huit années de travaux. Entre 1970 et 1978, les chercheurs F. Hueber, un architecte et V. M. Strocka, un archéologue, travaillèrent presque exclusivement au relèvement de celle-ci, haute de plus de 16 mètres et large de 10.
Construite à partir de 117 apr. J.-C., elle fut dédiée par Tiberius Iulius Aquila Polemaenus, le gouverneur de la ville, à Tiberius Iulius Celsus Polemaeanus, son père, qui avait gouverné la ville avant lui. Abritant pas moins de 12 000 rouleaux, conservés dans des placards en bois encastrés dans les murs (ce qui explique qu’elle ait été détruite par un incendie), elle occupait le troisième rang des plus grandes bibliothèques du monde, derrière celles d’Alexandrie et de Pergame. Icône emblématique et fierté de la cité au IIe siècle apr. J.-C., ce bâtiment l’est encore de nos jours puisqu’il figure sur certains billets de banque turcs.
Son fils Tiberius Julius Aquila entreprend la construction de cette bibliothèque pour qu'elle abrite, dans le caveau funéraire placé en dessous de la niche centrale de la salle de lecture, le sarcophage du défunt père, orné de bas-reliefs représentant Eros, Nike, des guirlandes et des rosettes. Les fouilles entreprises en 1904, au cours desquelles le sarcophage est ouvert, livrent le squelette de Celsius enfermé dans un second sarcophage en plomb placé à l'intérieur du premier.

#### Porte de l'Agora (56)

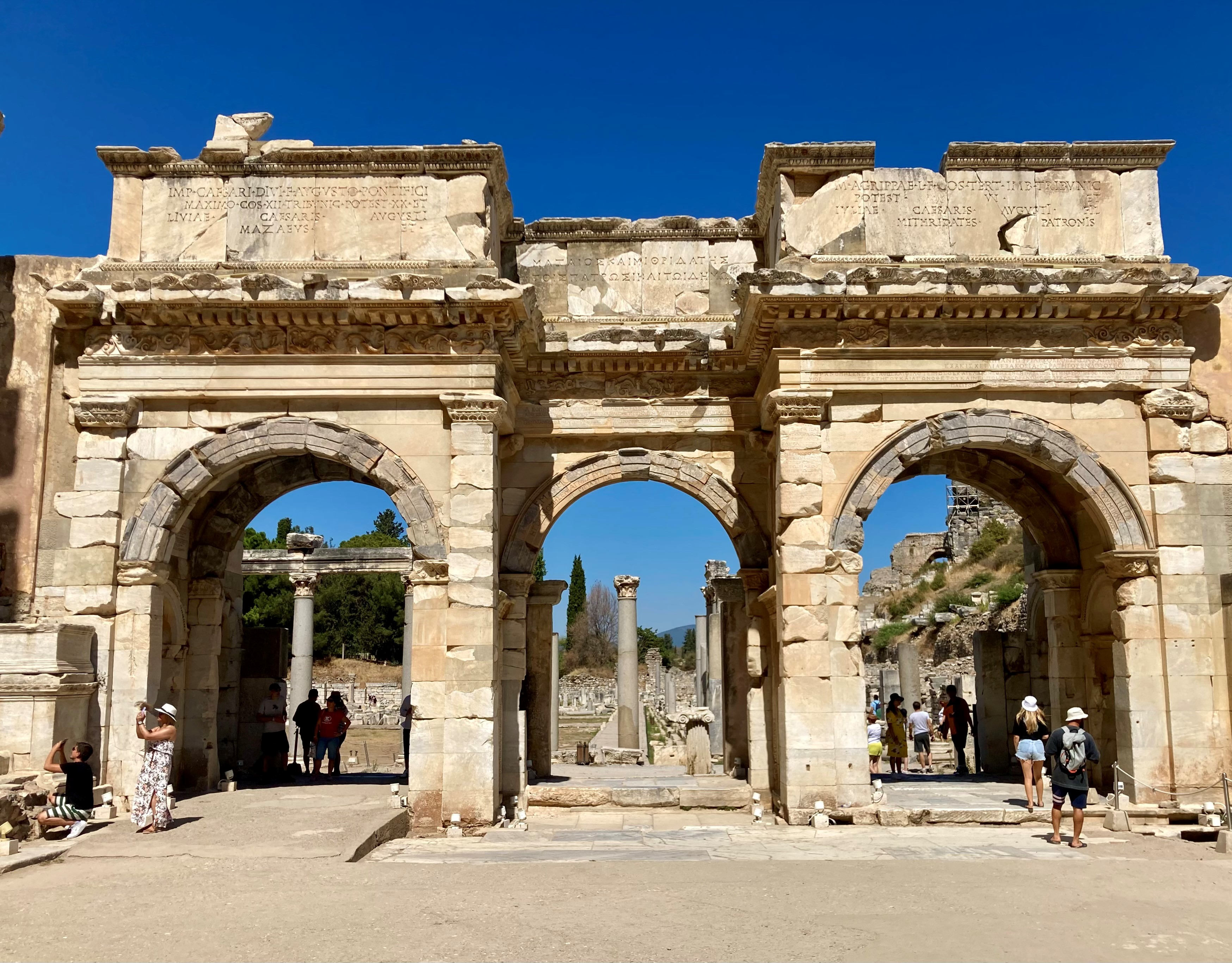
Porte de l'Agora, ou porte de Mazée et Mithridate, ou porte d'Auguste.

À côté de la bibliothèque de Celse se dresse une porte monumentale ouvrant sur l'Agora tétragone (61) et érigée par deux affranchis, nommés Mazée et Mithridate. Le portail se compose de deux éléments avant symétriques, reliés en retrait par un arc de même hauteur. Cette forme, née du mélange de tours-portes gréco-hellénistiques et d'arcs romains, s'est répandue principalement en Asie Mineure. Au-dessus des voûtes court une frise à guirlandes de fleurs et un attique, où les constructeurs de la porte, qui devaient leur liberté à l'empereur Auguste, ont gravé leurs noms (MAZAEVS, MITHRIDATES), ainsi que des louanges à Auguste et à sa famille. L'attique de l'arc central porte une inscription dans le même sens, mais en grec : MAZAIOΣ KAI MIΘΡIΔATΗΣ / TOIΣ ΠATΡΩΣI KAI TΩI ΔΗMΩI (« Mazaios et Mithridates, à leurs protecteurs et au peuple »).

#### Le nymphée de Trajan (38)

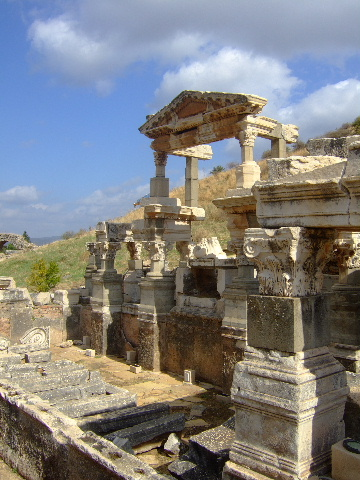
Nymphaeum Traiani.

Le nymphée de Trajan est une fontaine monumentale située dans la rue des Courètes, entre les deux agoras.
L'inscription des donateurs (deux lignes sur l'architrave du sous-sol) montre que la fontaine a été construite par Claudius Aristion et son épouse Iulia Lydia Laterana, et dédiée à Artémis d'Éphèse et à l'empereur Trajan, comme point final d'une conduite d'eau de 210 stades (environ 39 km). Sur la base de cette inscription, la construction peut être datée de 102 à 114 après JC.
Le bassin rectangulaire de la fontaine était encadré sur trois côtés par une façade qui mesurait environ 9,50 m de haut. Une grande niche abritait une statue de l'empereur Trajan ; d'autres statues se tenaient dans les autres intercolonnes.

#### Temple d'Hadrien (40)

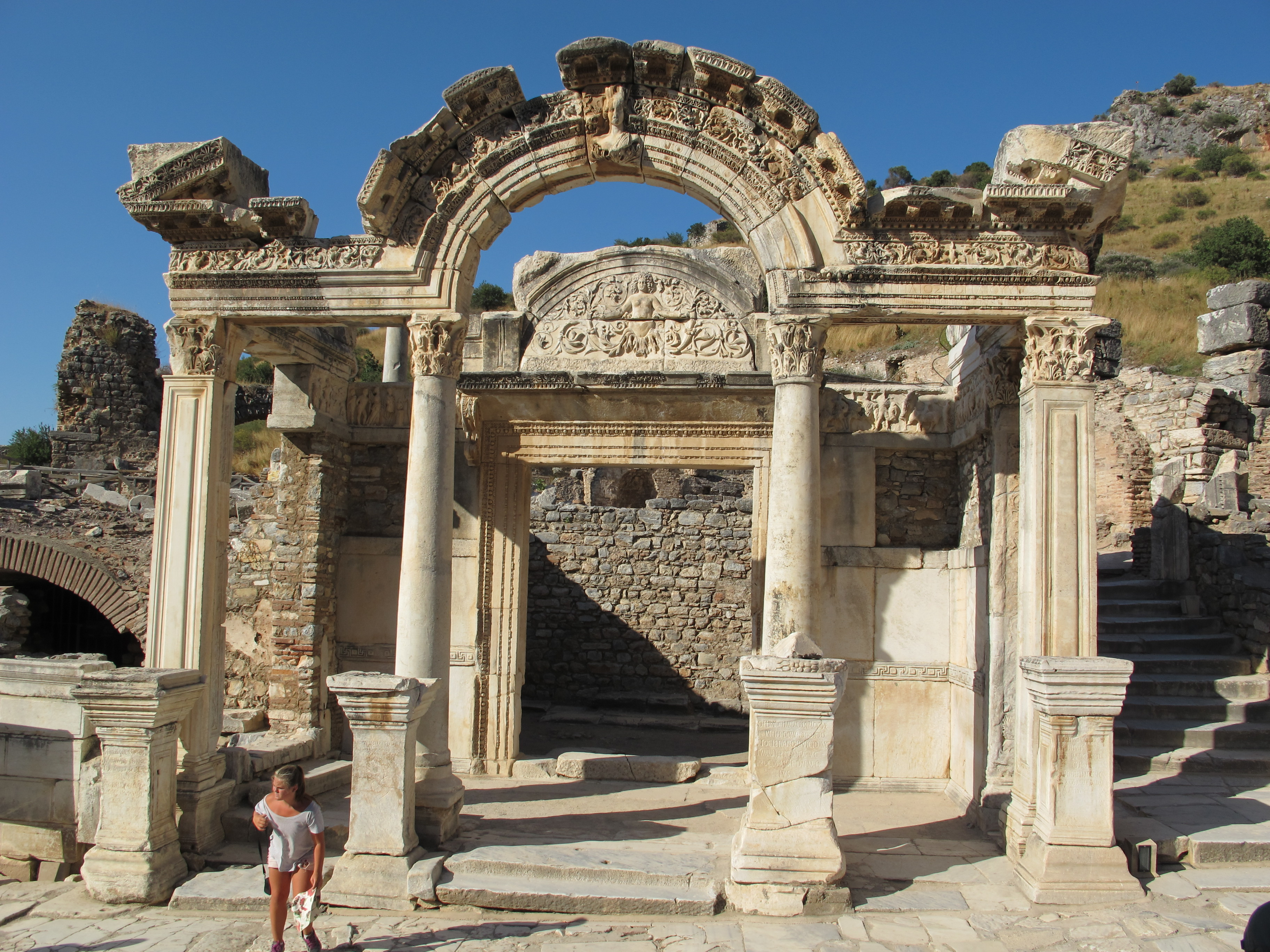
Le temple d'Hadrien.

Le temple d'Hadrien est situé dans la rue des Courètes, juste en face des maisons en terrasses (50). D'après l'inscription de l'architrave, le temple a été construit en 117 ou 118 après JC, en l'honneur d'Artémis d'Éphèse, de l'empereur romain Hadrien et du peuple d'Éphèse, par Publius Quintilius Valens Varius.

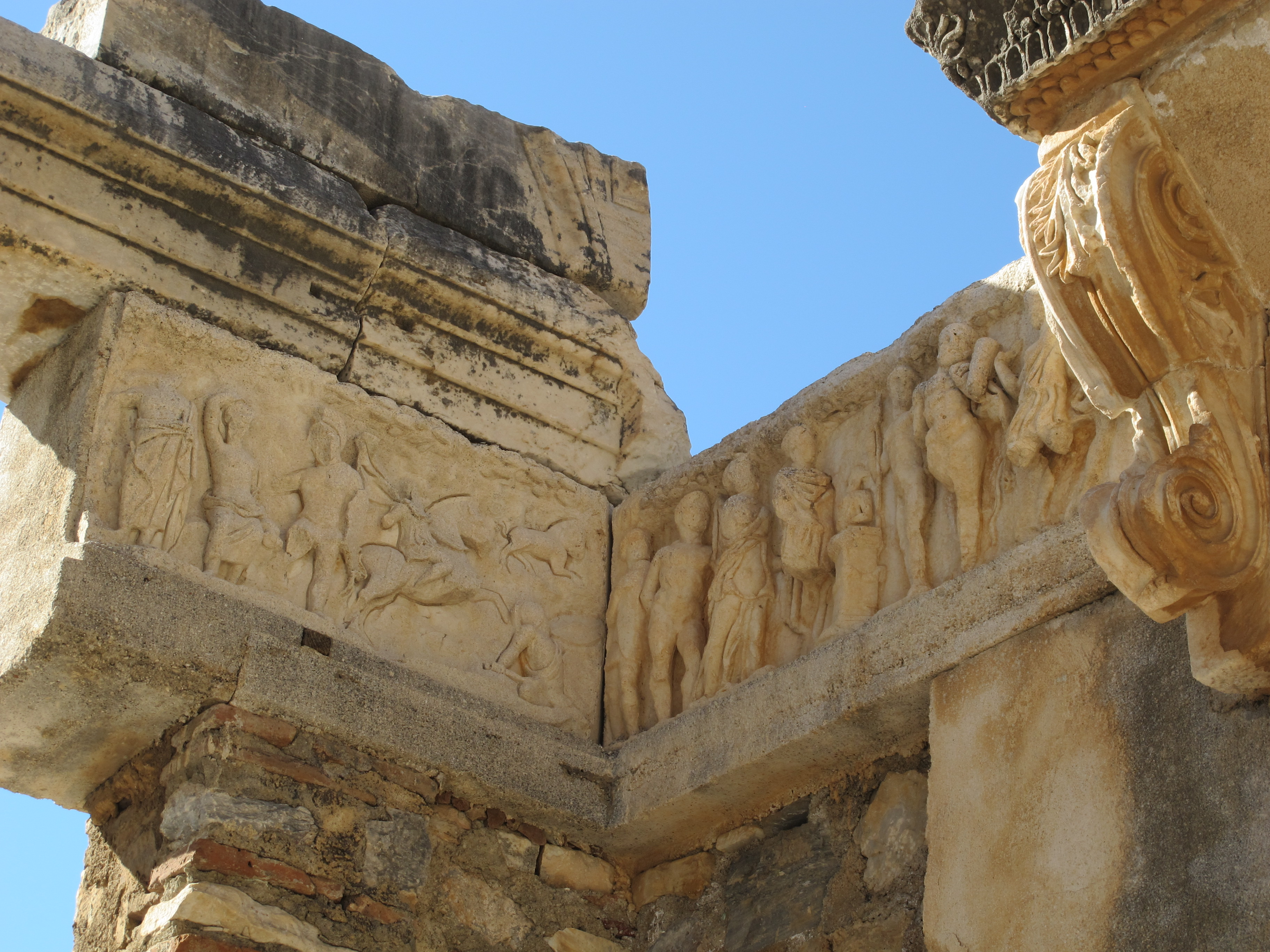
Frise du vestibule (copie, sur place).

L'intérieur du vestibule est caractérisé par une frise continue dont les éléments originaux se trouvent au musée de Selçuk. Sur le côté gauche de la frise est représenté le mythe fondateur de la cité d'Éphèse : Androclos chassant le sanglier, avec les dieux et les Amazones, lors d'une fête dionysiaque.

#### Le Prytanée (24)

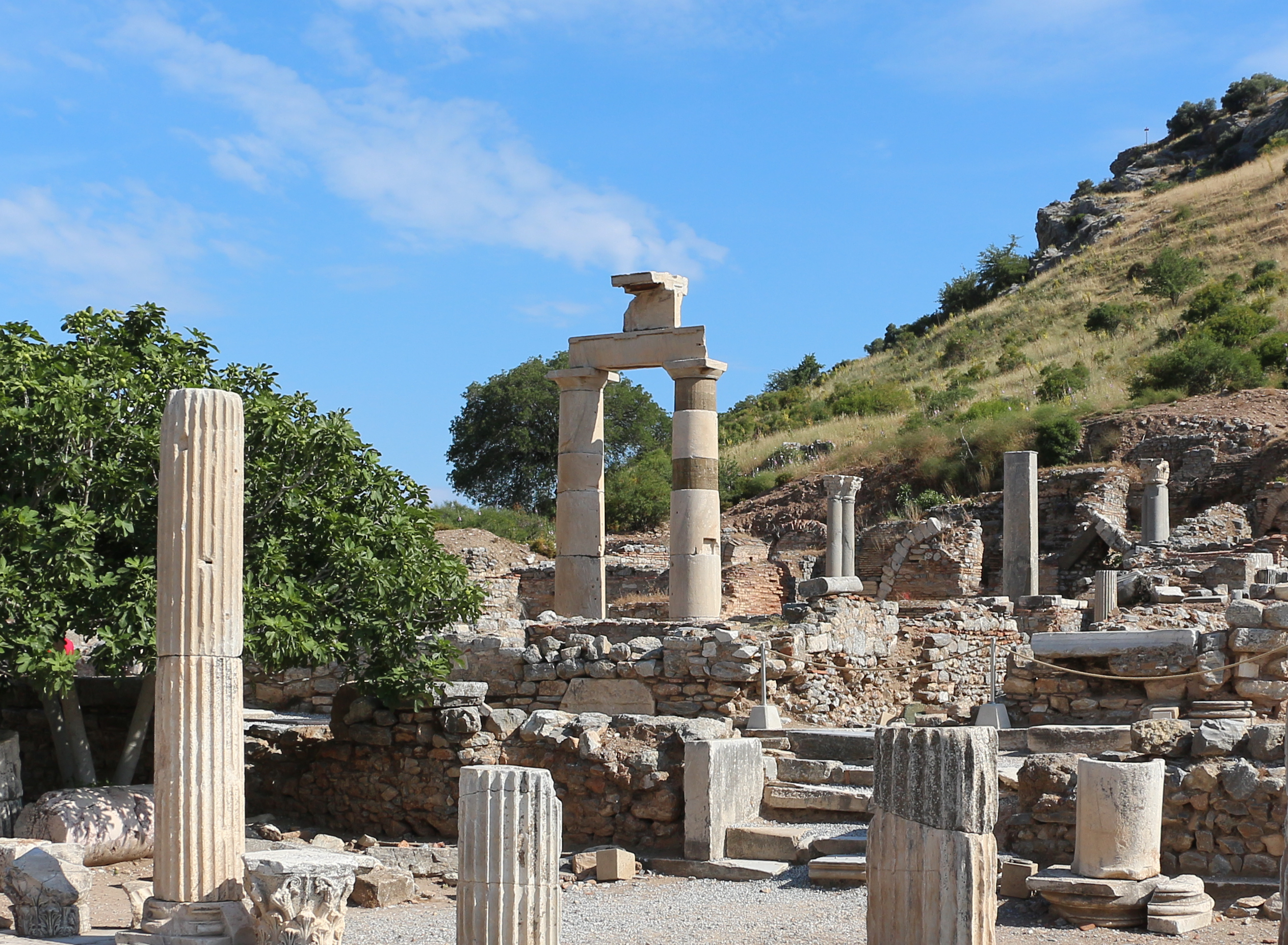
Le Prytanée

Ce bâtiment est le foyer et la maison de la cité-état, où se trouve le feu sacré qui ne s'éteint jamais. Symbole de la permanence de la cité, consacré à Hestia, déesse du foyer, de la maison et de la famille, le Prytanée en est le cœur symbolique et politique : les magistrats y siègent, on y reçoit les honneurs publics et les ambassadeurs, on y prend le feu pour fonder des colonies (et leur Prytanée), on y fait les sacrifices et offrandes aux dieux de la cité.

#### Le gymnase de Vedius (106)

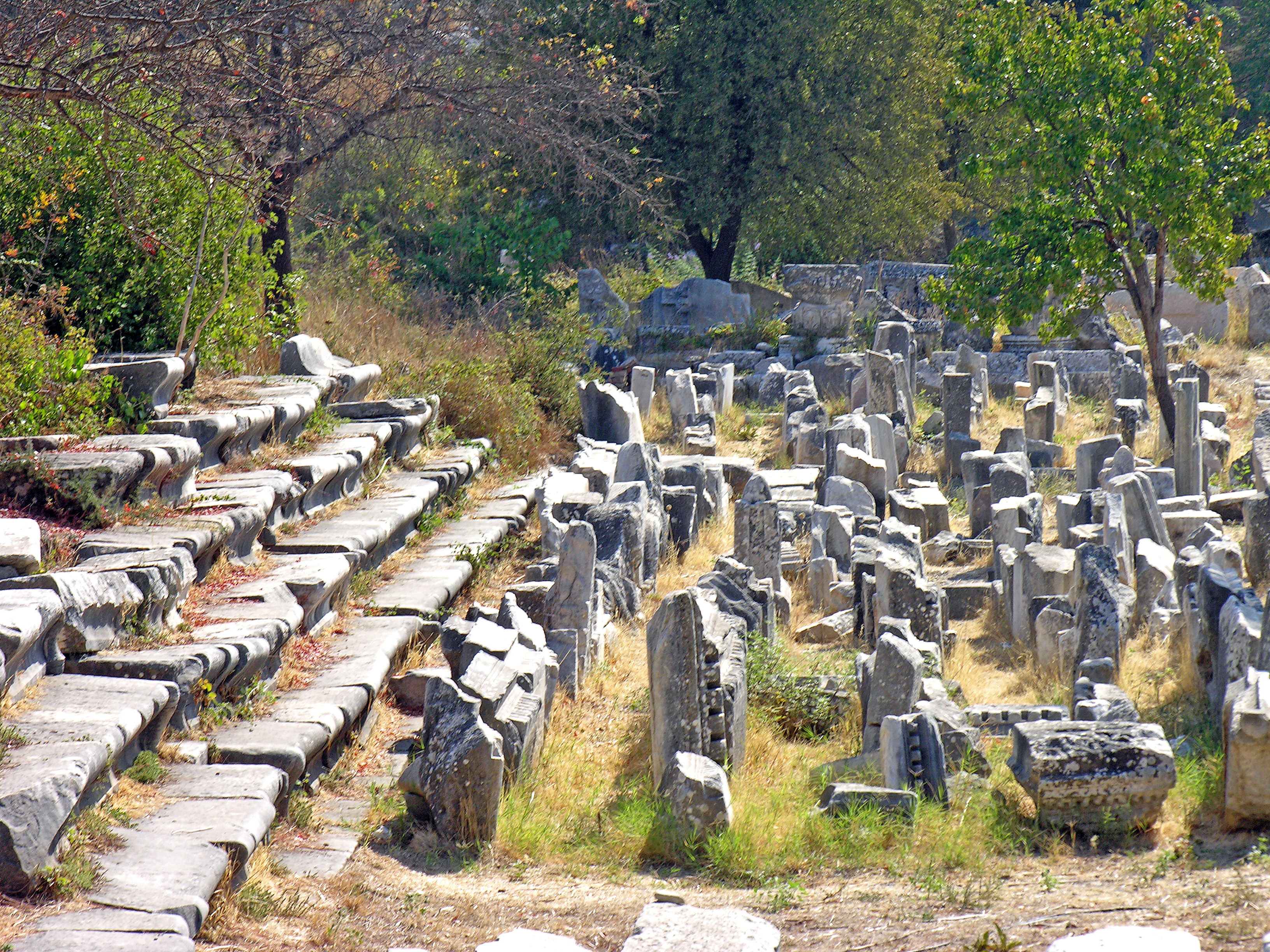
Zone des thermes et du gymnase de Vedius.

Le complexe édifié sous Antonin le Pieux entre 147 et 149 apr. J.-C. au nord de la ville rassemble des thermes romains et un gymnase grec. Alors que les thermes étaient utilisés pour l'hygiène personnelle et comme lieu de rencontre sociale, le gymnase et sa palestre étaient destinés à l'exercice et à la formation intellectuelle. Le bâtiment, du nom de son fondateur Claudius Vedius Antoninus, a été utilisé jusqu'à la fin du Ve siècle, puis détruit par un incendie

#### La «tombe de Luc» (14)

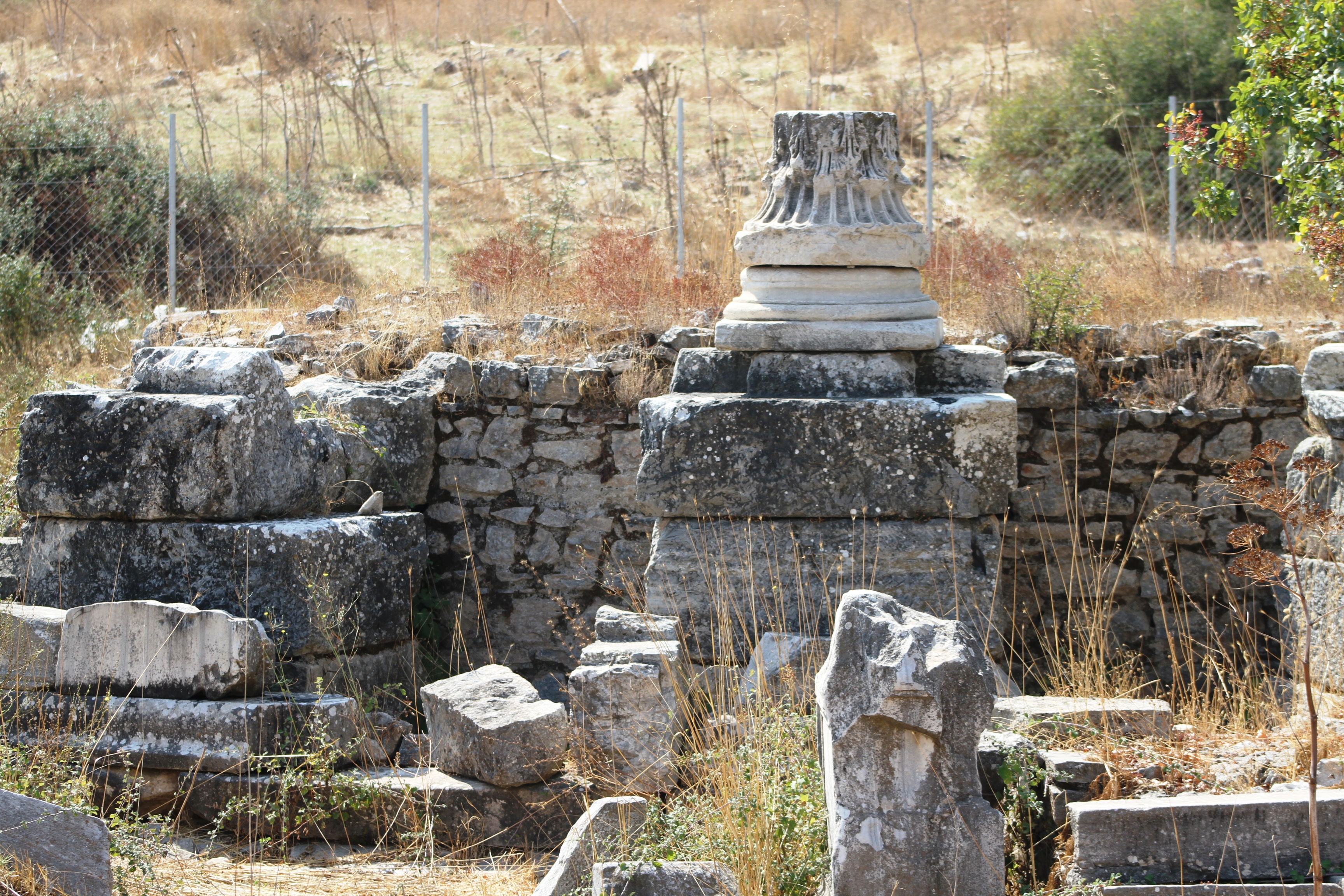
Vestiges de la « Tombe de Luc ».

Le nom a été inventé par John Turtle Wood. Des recherches ultérieures menées par Andreas Pülz (Institut d'histoire culturelle ancienne de l'Académie autrichienne des sciences) en coopération avec l' Institut archéologique autrichien entre 1997 et 2004 ont révélé que le monument, dont l'aspect était celui d'un petit temple circulaire à colonnes, se composait d'une base et d'un étage supérieur distincts.

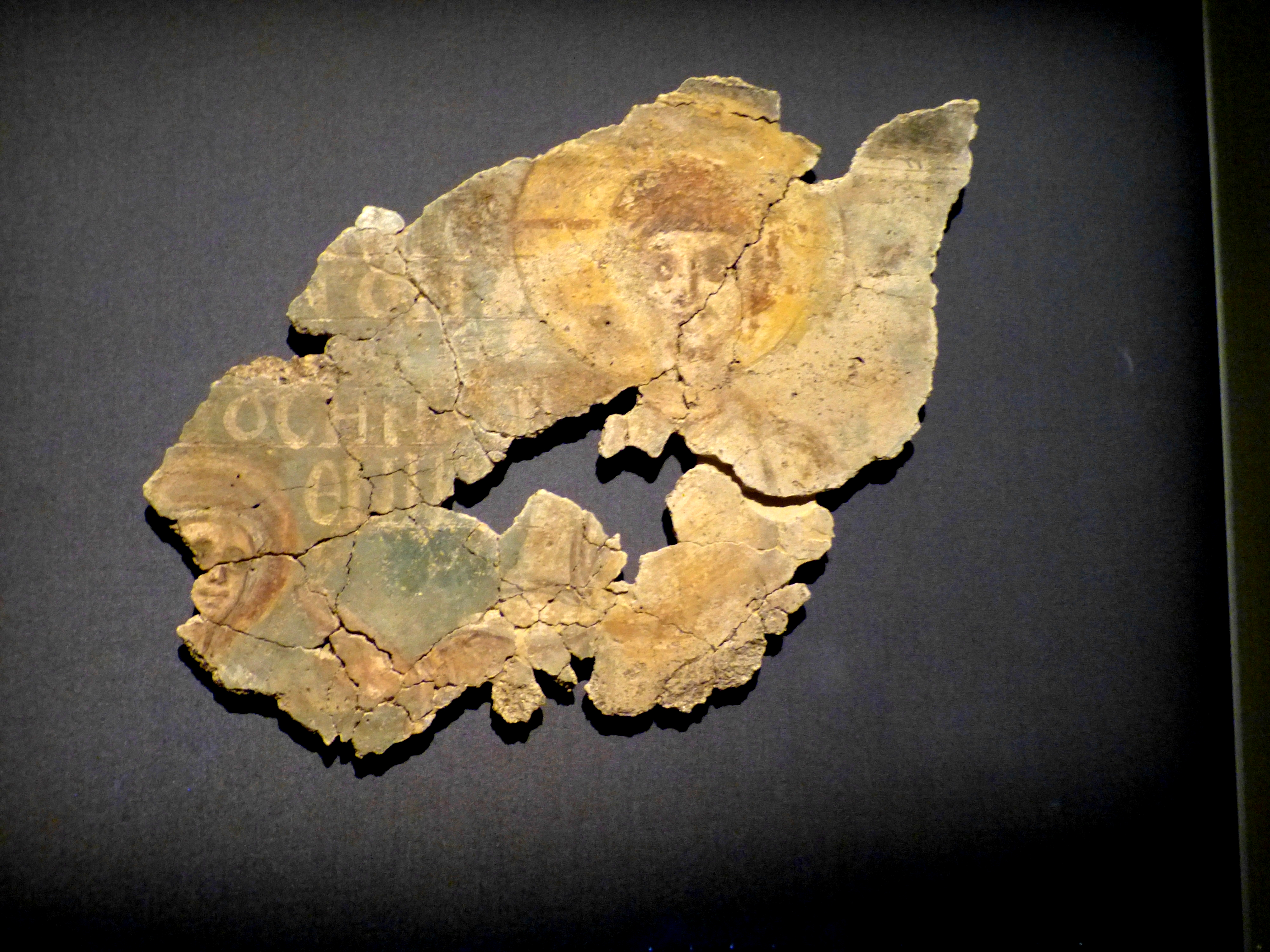
Le jeune Christ bénit une femme agenouillée devant lui. Fragment (peinture à fresque sur enduit à la chaux) de l'église inférieure byzantine primitive. Musée d'Histoire de l'art de Vienne

La base d'environ 2 m de haut était dotée d'une fondation surmontée d'un anneau à 16 colonnes de marbre. À l’intérieur de cet anneau se trouvait une structure en brique contenant un système de chambres. L'étage supérieur, entièrement disparu, n'a pu être reconstitué. Pülz interprète cette installation comme une fontaine monoptère (de) et donne la date de la seconde moitié du IIe siècle après JC. Cette fontaine se trouvait au centre d'un ancien marché à la viande (macellum). Les découvertes d'os et les représentations de bovins sur les reliefs soutiennent cette interprétation.
Une crypte fut ajoutée au début de la période byzantine (probablement au Ve siècle). Des restes de représentations d'histoires de miracles du Nouveau Testament ont été préservés et de nombreuses sépultures se sont installées autour du complexe de l’église byzantine primitive,.

### Monuments d'époque romaine tardive et byzantine

#### Saint-Jean le Théologien (152)

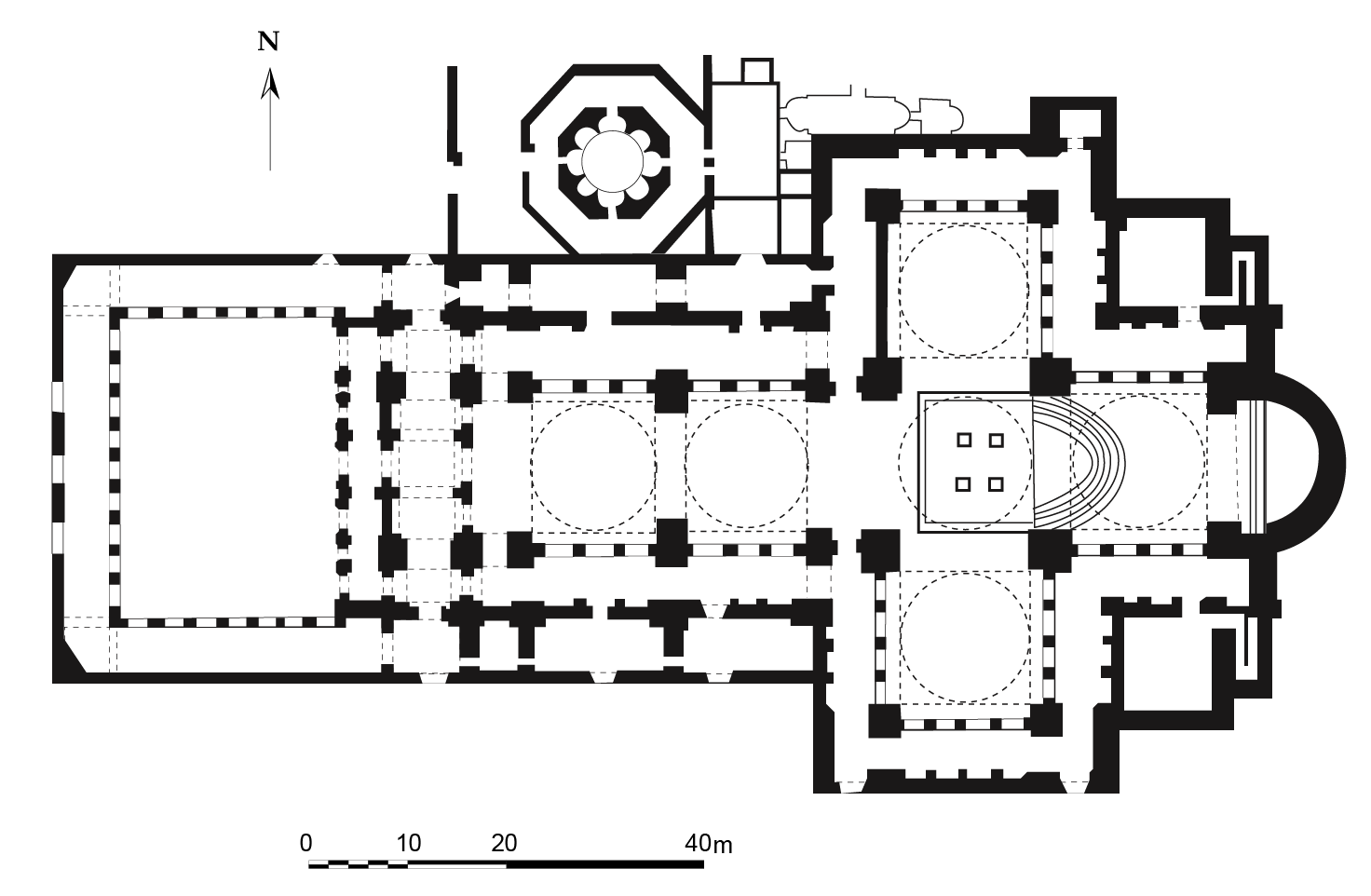
Saint-Jean le Théologien, plan de l'église de Justinien.

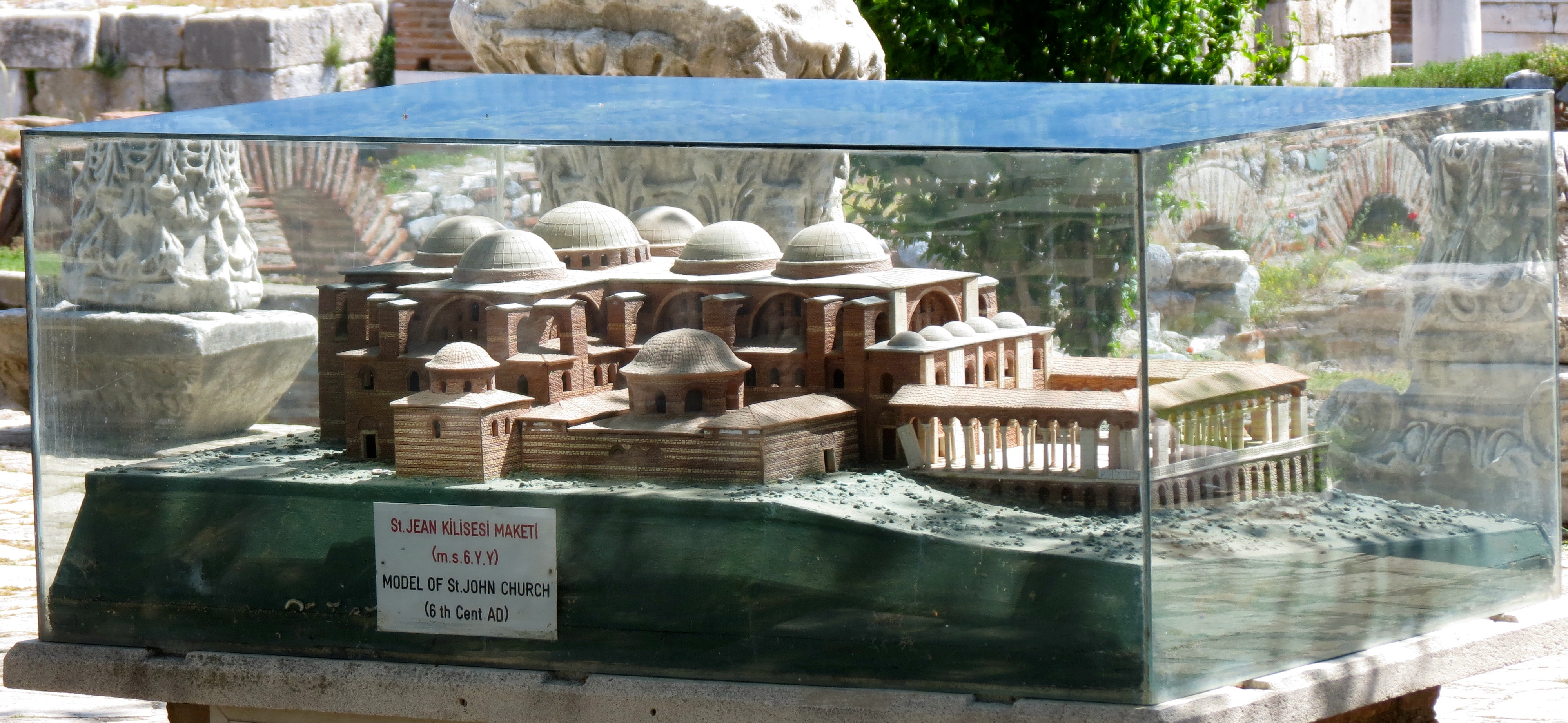
Modèle de la basilique Saint-Jean d'Éphèse.

Dès le IIe siècle, la tradition chrétienne attribue à l'évangéliste Jean une sépulture sur la colline voisine de l'Artémision, alors semble-t-il déserte. L'archéologie a confirmé que la tombe date au moins de cette époque. Elle est l'objet d'un culte très tôt : un petit martyrium  est construit au-dessus sous Constantin. Il devient rapidement insuffisant aux besoins du culte apostolique, et une grande église vient le remplacer, avant 431, puisqu'elle est citée dans les actes du concile d'Éphèse. De plan basilical, elle se distingue par un plan cruciforme probablement hérité du modèle constantinopolitain de l'Apostoleion : les quatre bras de la croix partent du centre matérialisé par la tombe de l'apôtre et sont chacun divisés en trois nefs.
C'est, d'après Procope de Césarée parce que l'église Saint-Jean originelle est en mauvais état qu'elle est en grande partie rasée au VIe siècle sous l'épiscopat d'Hypatius, pour laisser place à une nouvelle et grandiose église, sous le patronage de l'empereur Justinien. Le nouvel édifice est également une basilique cruciforme, mais pourvue de six grandes coupoles sur un plan est similaire à celui de l'église des Saints-Apôtres de Constantinople, également reconstruite par Justinien à la même époque. La tombe de l'apôtre occupe toujours le centre de l'édifice, dans une crypte accessible par un escalier.

#### L’église de Marie et l’épiskopéion (95-97)

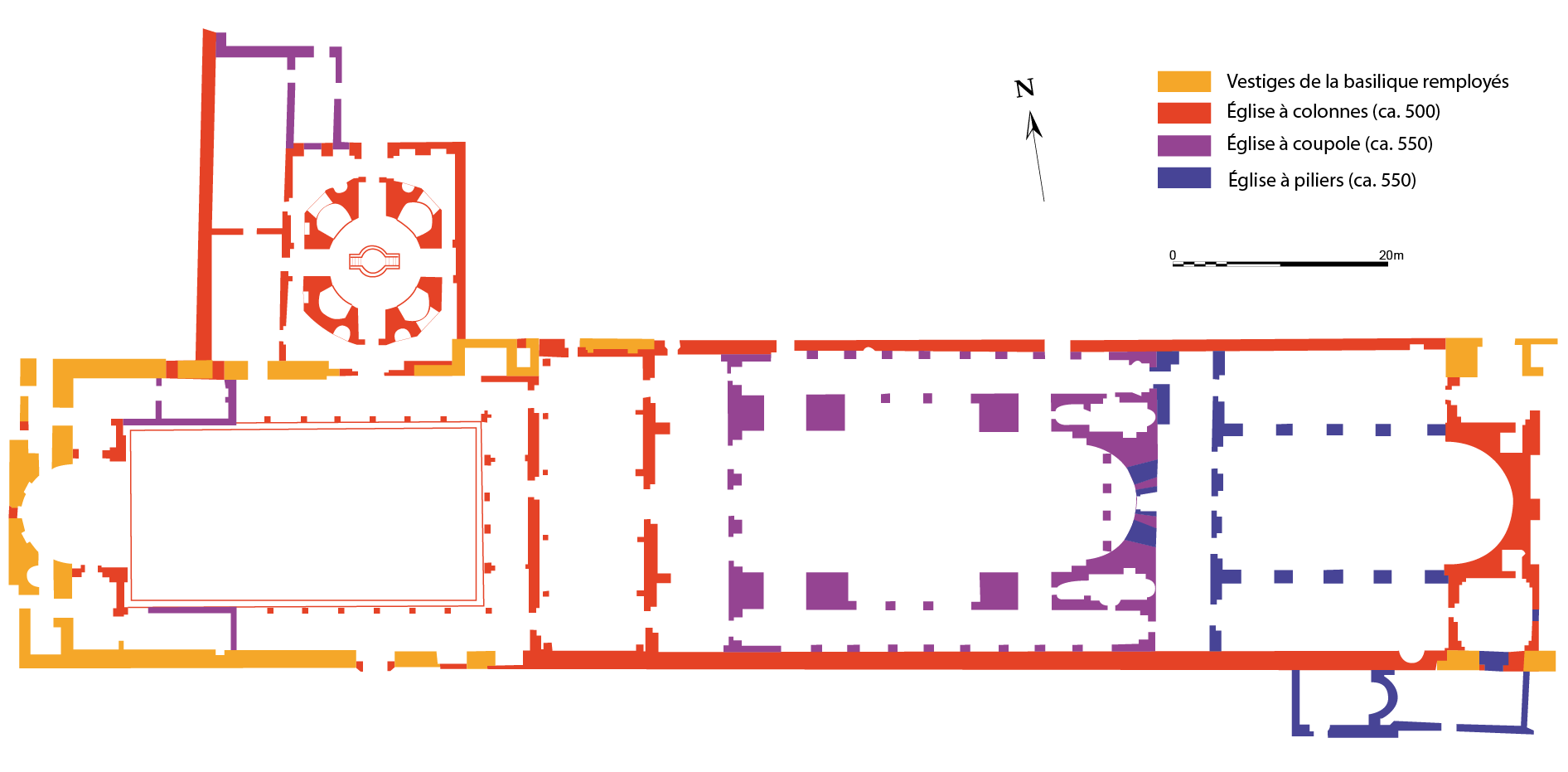
Principales phases de construction de l'église de Marie.

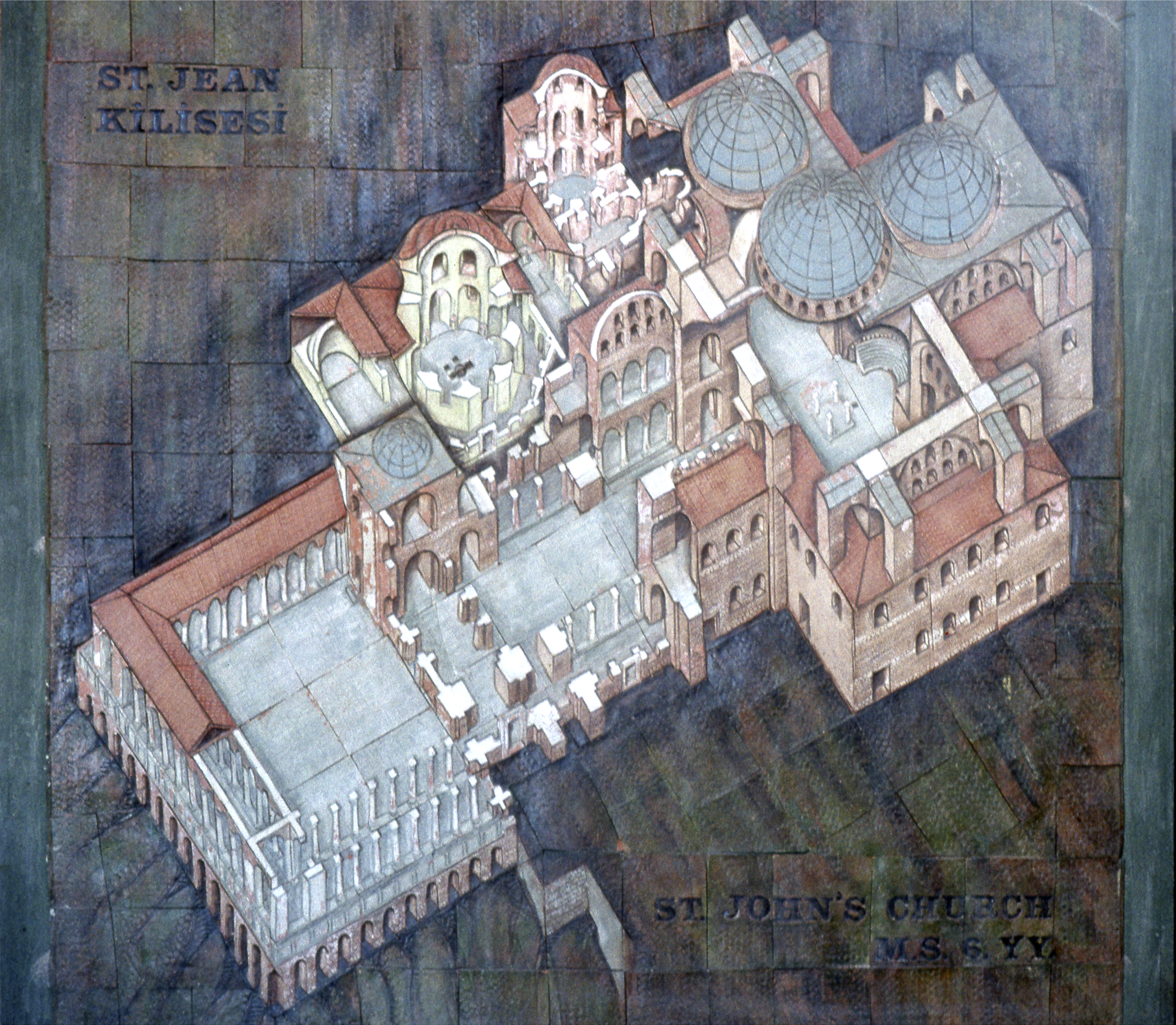
Modèle de l'église de Marie (1992).

Dans l’Antiquité tardive, la stoa sud de l’Olympiéion qui servait au culte impérial depuis l’époque d’Hadrien est progressivement convertie pour l’usage de la communauté chrétienne, dont elle devient l’église cathédrale et le palais épiscopal. La partie ouest du portique couvert aurait été effet transformée en église au début du Ve siècle, probablement pour l’organisation du concile de 431. Ce premier édifice n’est cependant pas achevé et abandonné après une courte période d’utilisation.
Dans une seconde phase de construction, la colonnade extérieure de la stoa est fermée, la transformant ainsi en une église basilicale à trois ailes, qui devient probablement peu après sa construction la cathédrale d’Éphèse, sous le titre canonique de « très sainte église de la très sainte, très honorée et éternelle Vierge Marie », avec un baptistère sur le côté nord-est. À la même époque, la partie orientale de la stoa romaine est à son tour convertie en édifice chrétien, avec l'installation de l’épiskopéion, la résidence épiscopale.

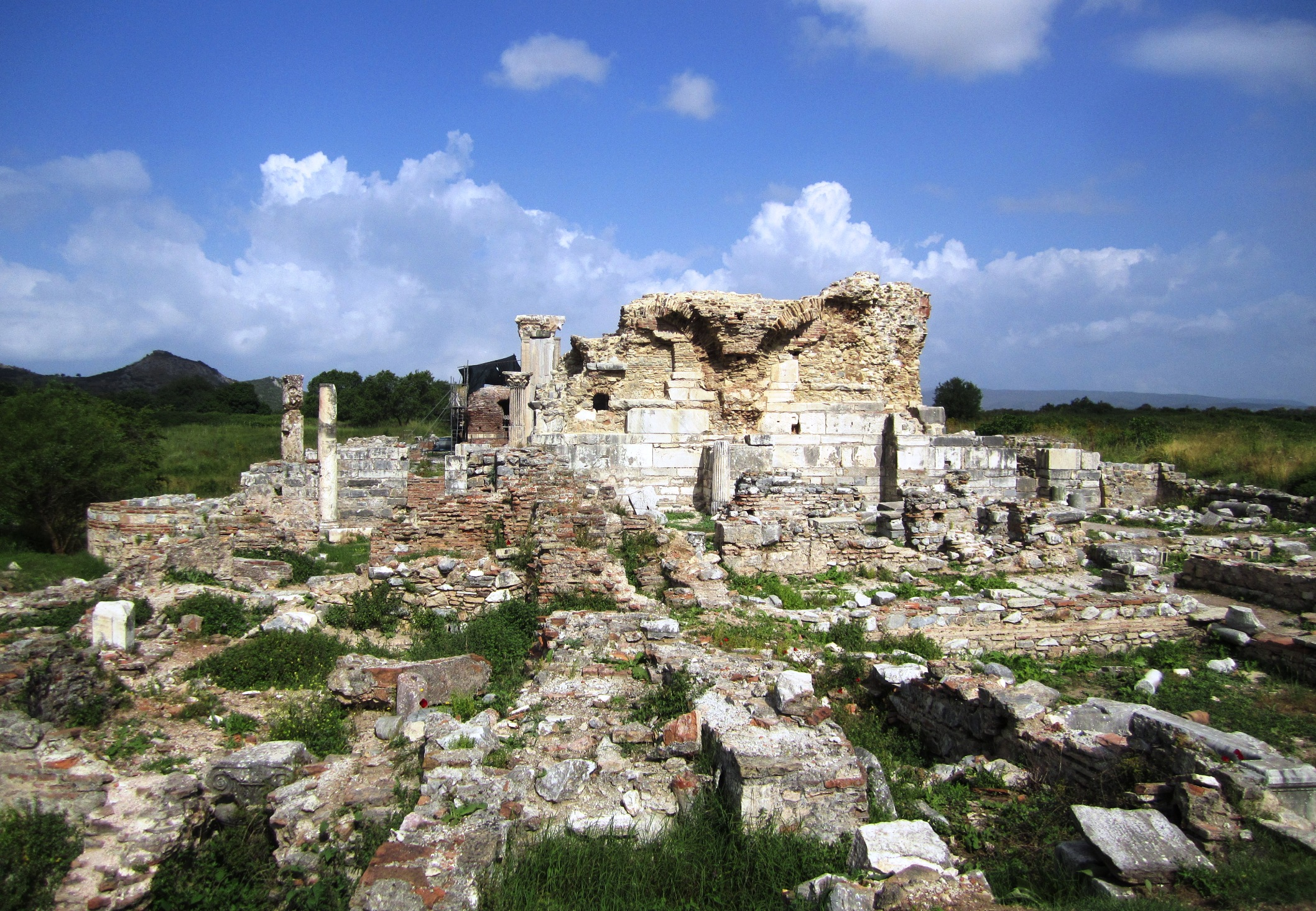
Vue d'ensemble de l'église.

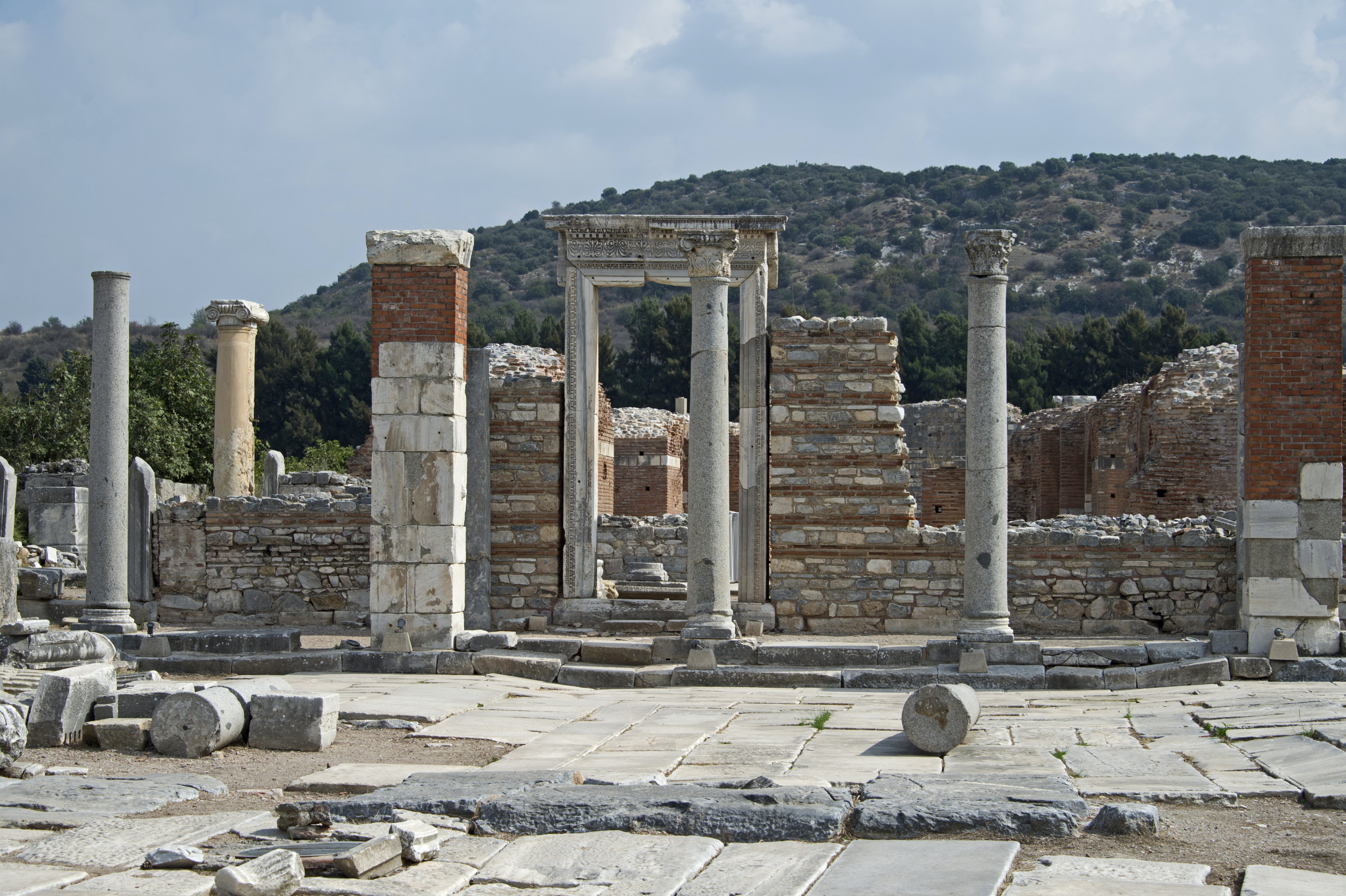
Piliers et colonnes de la façade de l'église de la Vierge Marie de 550 (en violet sur le plan ci-dessus).

À la suite probablement de sa destruction dans un fort séisme en 557, l’église est profondément transformée et dédoublée. La colonnade est remplacée par des piliers, et un narthex transversal vient couper le vaisseau de l’église précédente, limitant la longueur de la nef. La partie occidentale de l'ancien édifice accueille ainsi une seconde église, avec une couverture en coupole. Ce dispositif s’explique probablement par une fonction différente attribuée à chaque édifice : l’église orientale serait l’église épiscopale, alors que l’église occidentale aurait une fonction paroissiale.
Cet ensemble subit des destructions importantes au VIIe siècle, probablement en relation avec le raid arabe de 654-655. L’église perd alors son statut de cathédrale au bénéfice de Saint-Jean le Théologien et l’épiskopéion est abandonné. L’ensemble ecclésiastique continue néanmoins de fonctionner, au moins jusqu’au XIe siècle.

#### Le palais byzantin (Sarhoç Hamam) (81)

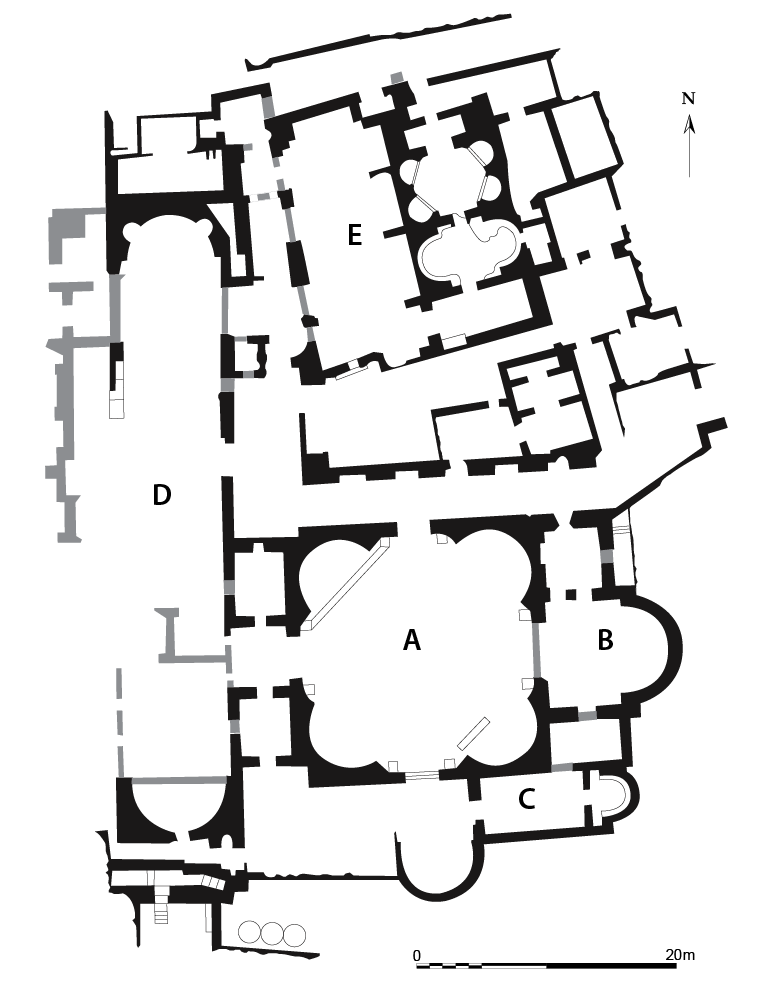
Palais byzantin.

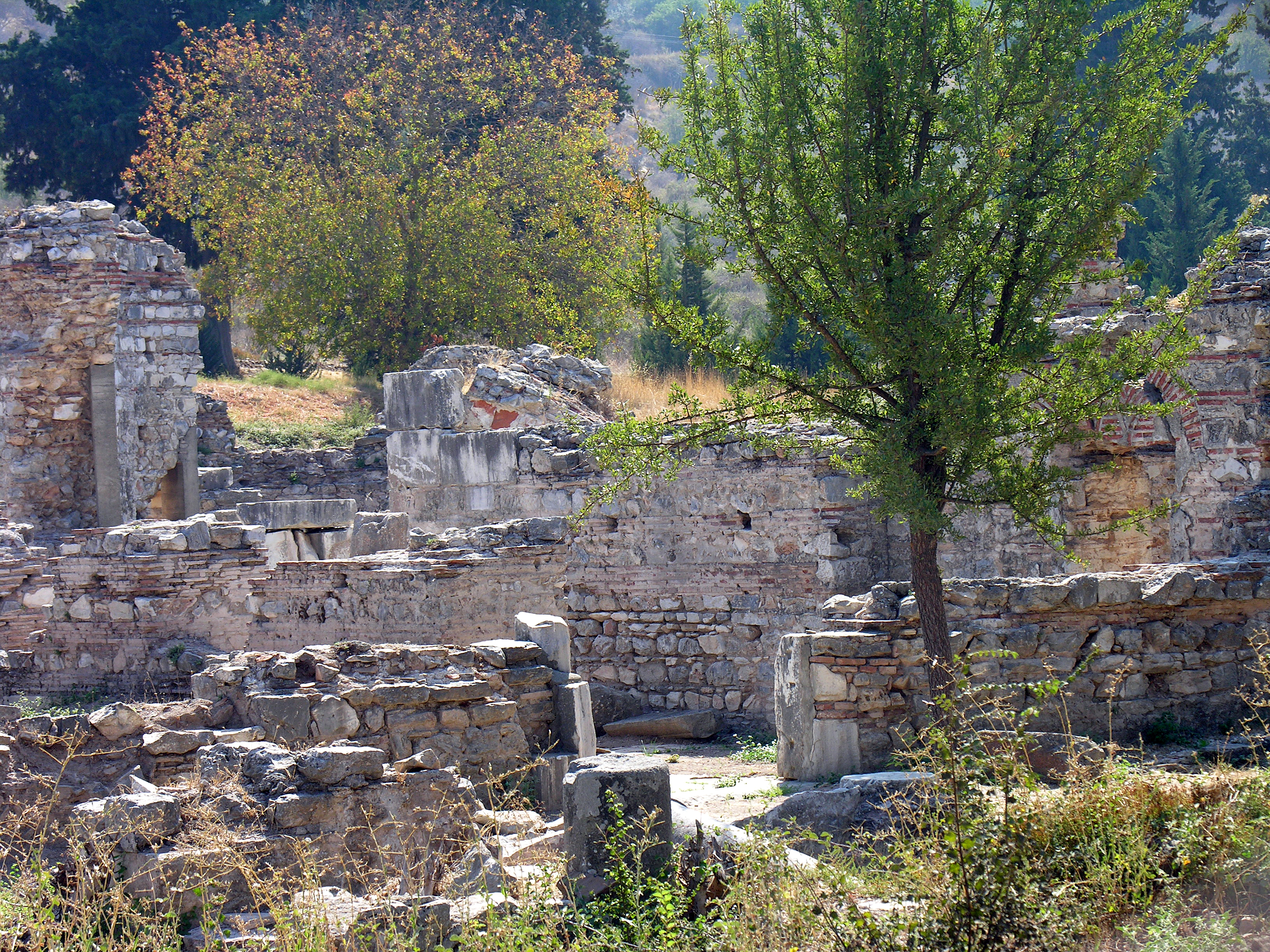
Vestiges du palais byzantin.

Environ 70 m au sud-est de l’épiskopéion se trouve un vaste complexe longtemps identifié à un établissement de bains byzantins. Il comporte en effet une importante partie thermale au nord, hérité de thermes romains du Ier siècle, auxquels sont venus s'ajouter des espaces résidentiels et peut-être administratifs, avec une grande salle de réception octogonale au sud, précédée d’une longue salle à deux absides à l’ouest.
La datation et l’identification du complexe sont très incertaines : il pourrait s'agir du palais du proconsul d’Asie, par analogie avec les autres palais tétrarchiques, ou bien de la résidence du stratège du thème des Thracésiens, selon une datation beaucoup plus tardive.

#### Les maisons en terrasses (50-51)
Les maisons romaines dites en terrasses ou à flanc de colline sont deux complexes (insulae) de résidences privées romaines donnant sur la rue des Courètes, détruites par un tremblement de terre vers la fin du IIIe siècle.
Les peintures murales conservées sont remarquables, la plupart du IIIe siècle après JC. Il s’agit des peintures murales de cette période de l'Est de l'Empire romain les plus vastes et les mieux conservées.
Des meubles, objets et peintures provenant de ces maisons sont exposés au musée d'Éphèse à Selçuk.

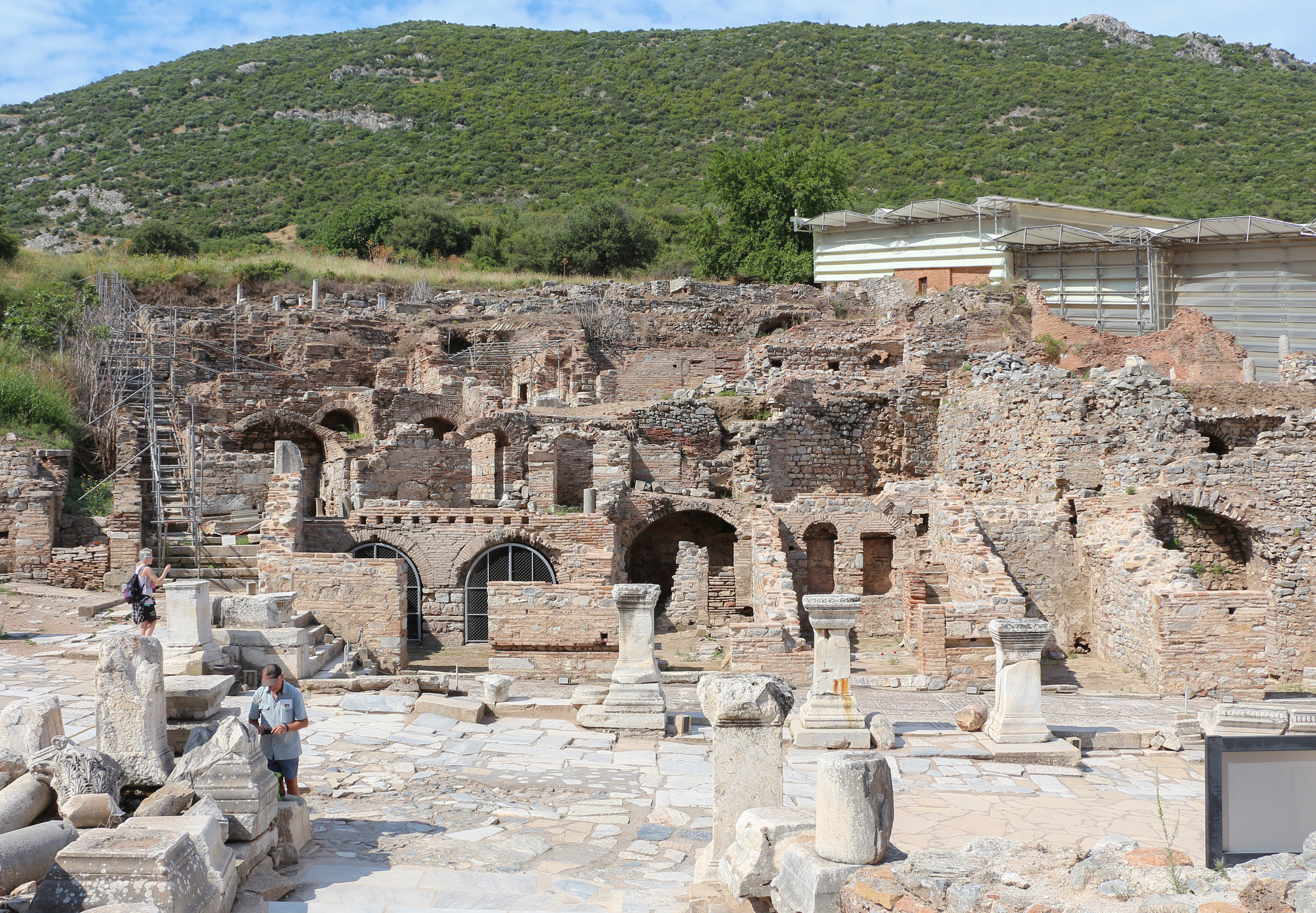
Les maisons en terrasses.
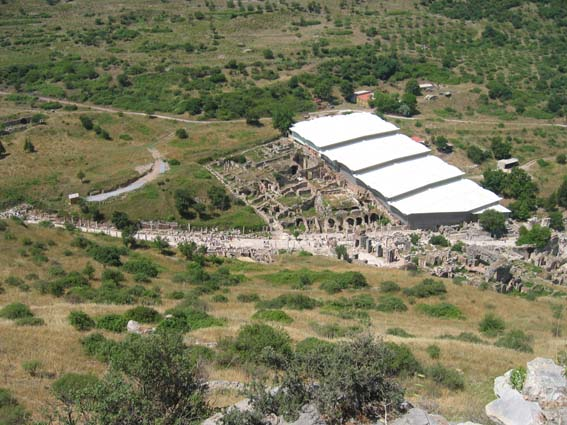
Les maisons en terrasses sur la rue des Courètes, avec le toit de la maison n° 2.
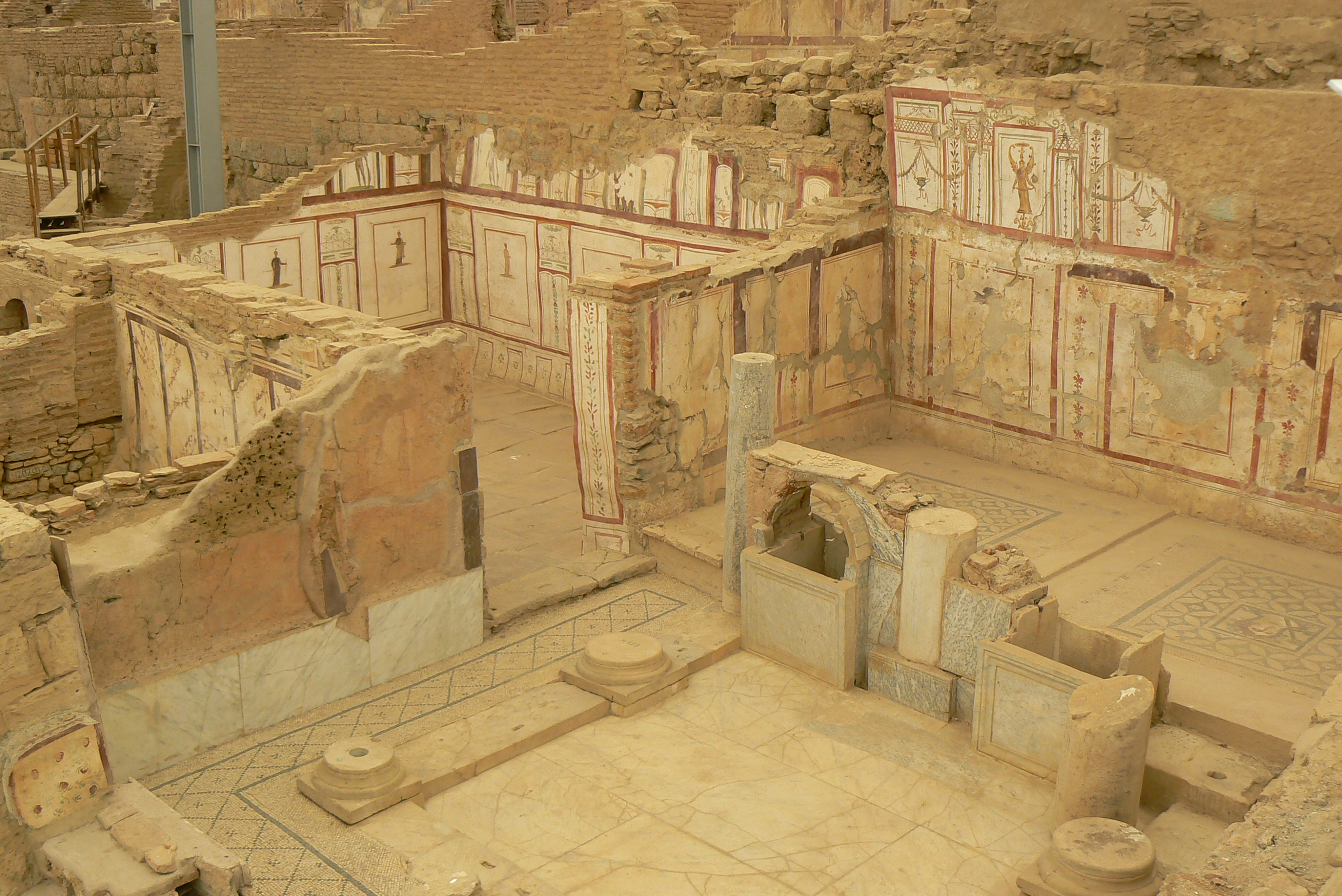
Peintures murales de la maison n° 2.

### Monuments d'époque turque

#### La mosquée d'İsa Bey (170)

Plan de la mosquée d'İsa Bey (1375).

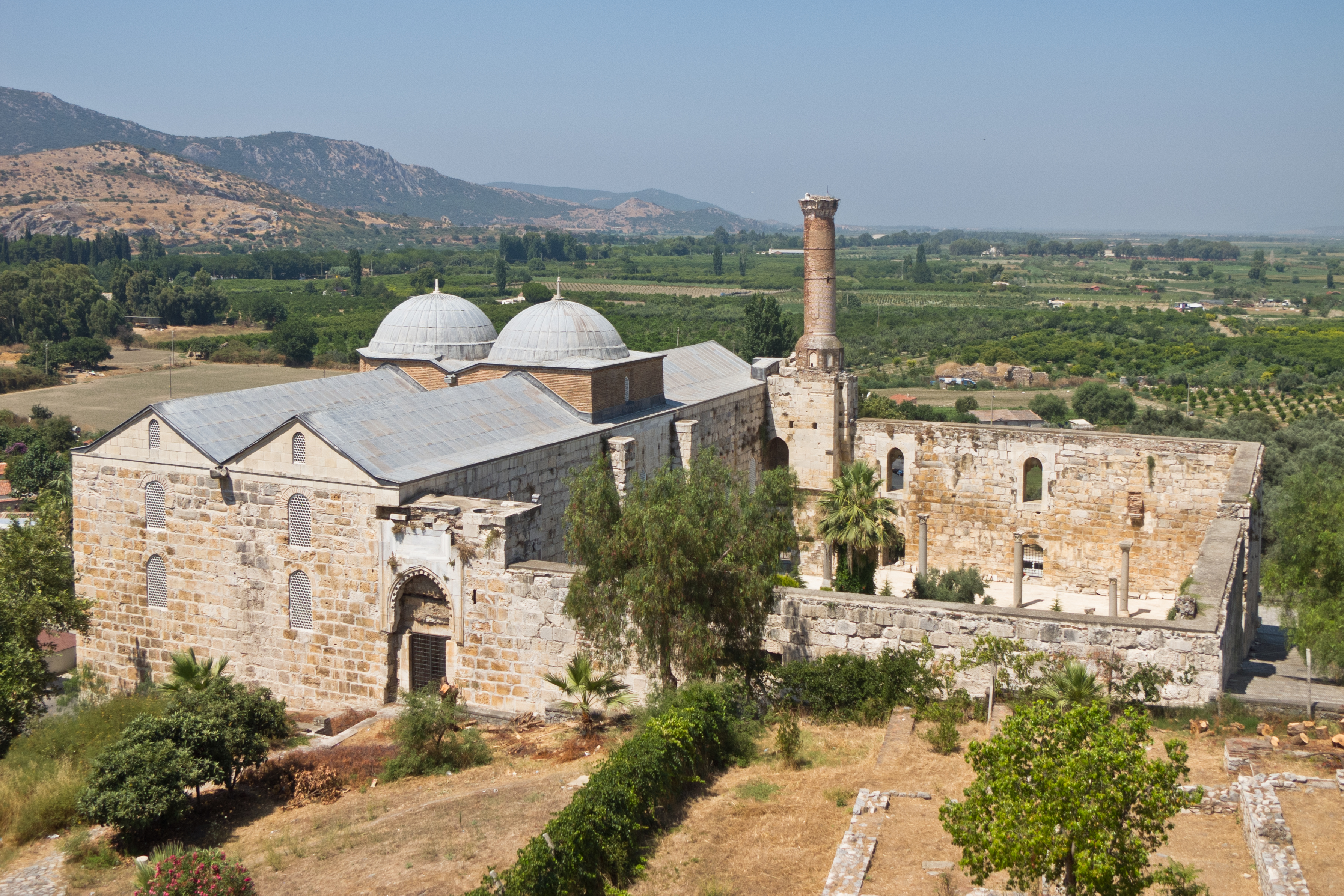
Vue générale de la mosquée d'Isa Bey.

La mosquée d'İsa Bey est le monument le plus important subsistant de l'époque des Aydınoğulları à Ayasoluk, et témoigne de la prospérité de la ville sous leur dynastie. L'édifice est situé sur les pentes d'Ayasoluk, entre le temple d'Artémis et la fortification byzantino-turque. Une inscription indique qu'elle fut construite en 1374 par l'architecte Şamlı Dımışklıoğlu Ali de Damas, sur commande d'Aydınoğu İsa Bey, et inaugurée en janvier 1375,.
Elle se présente comme un rectangle proche du carré, décomposé en deux grands espaces de taille inégale : au nord, une cour bordée de portiques, et au sud la salle de prière barlongue avec ses deux coupoles. Elle était pourvue de deux minarets, dont un seul, au sud-ouest, est partiellement préservé. La salle de prières est divisée en deux longitudinalement par quatre énormes colonnes de granite noir et couverte dans sa partie médiane de deux coupoles portées par des arcs de brique.

#### Les hammams d'Ayasoluk (171, 173)

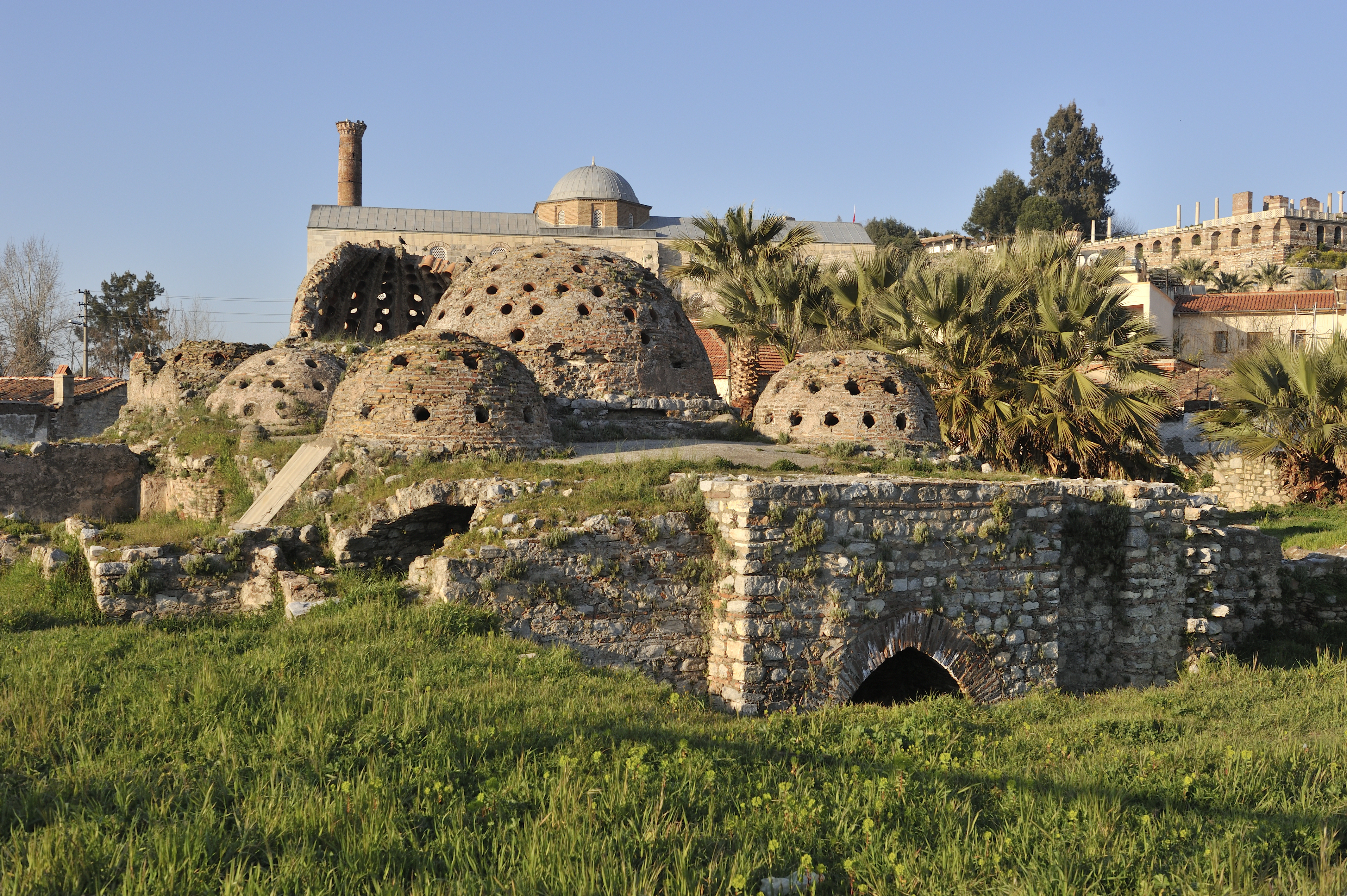
Le hammam II vu du sud, devant la mosquée d'İsa Bey.

La ville turque d'Ayasoluk disposait d'au moins quatre établissements de bains, ou hammams datant de l'émirat d'Aydın ou du début de l'époque ottomane, tous construits selon la même technique, en petit appareil avec des coupoles de briques. Le plus important  et le mieux préservé, le Hamam II, à peu de distance au sud de la mosquée, est souvent nommé Hammam d'İsa Bey en raison d'une inscription, datée de 1364, qui ne le concerne en réalité peut-être pas. L'établissement a connu deux phases : le plan d'origine de l'édifice était cruciforme et deux bains supplémentaires (çifte hamam) furent rajoutés à une époque ultérieure. Il fonctionna au moins jusqu'au règne de Murad II (1421-1451).
Deux autres ensembles balnéaires, respectivement à l'ouest de la mosquée d'İsa Bey (Hamam III), et au nord de la mosquée (Hamam IV) sont également connus. Le musée d'Éphèse comporte quant à lui un complexe ottoman rénové dans lequel se trouvent des bains, le hammam Saadet-Hatun, doté d'un plan classique cruciforme.

## La redécouverte du site

### Les premiers voyageurs

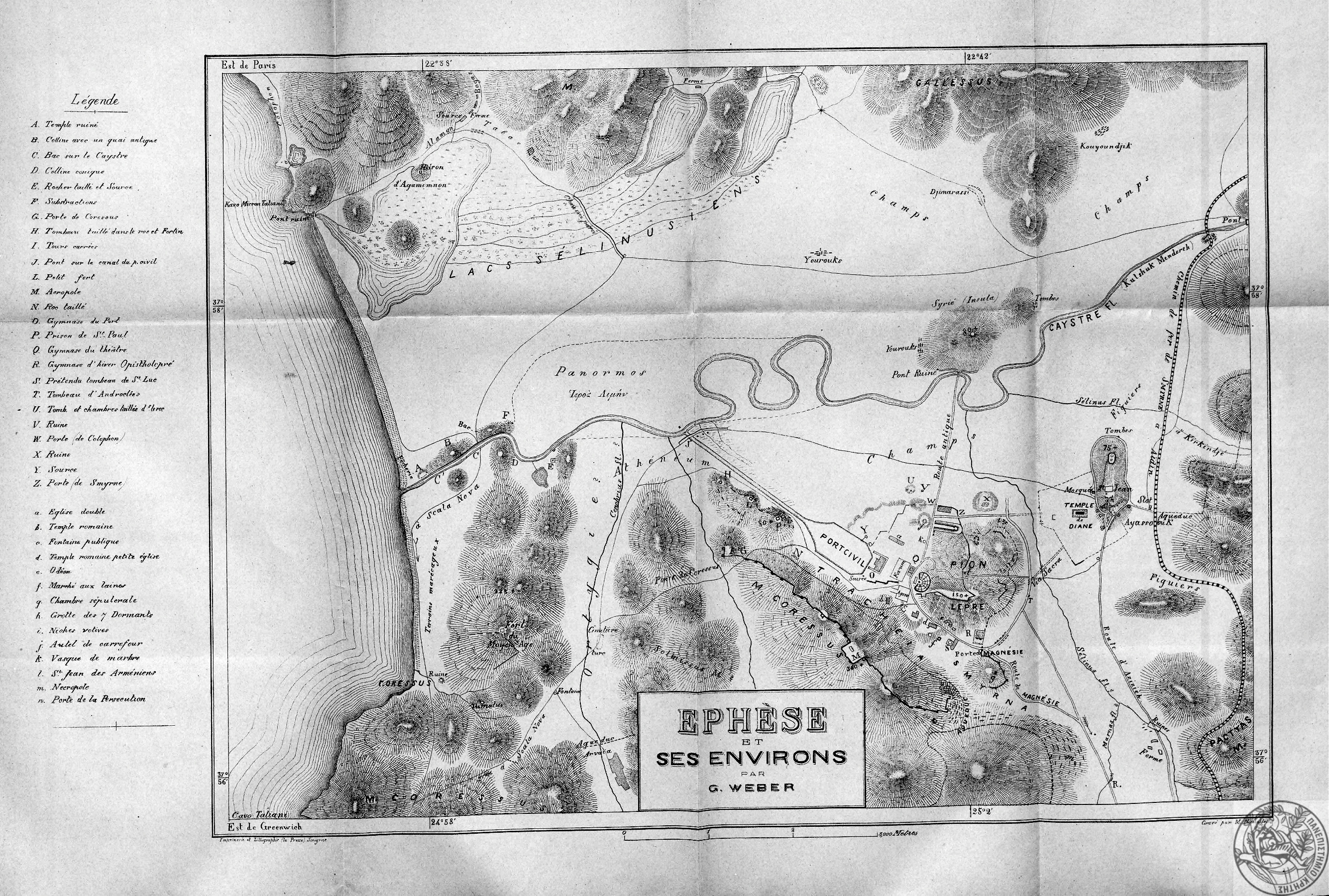
Plan d'Éphèse, vers 1880.

Éphèse attira très tôt les voyageurs occidentaux, car son temple d'Artémis faisait partie des célèbres Sept merveilles du monde et était connu par les textes d'Hérodote, Pausanias ou Pline l'Ancien. Cependant, ils ne pouvaient se résoudre au fait qu'il ait totalement disparu. Ils réussissaient alors à se convaincre qu'ils l'avaient retrouvé, le plus souvent en le confondant avec les ruines du Grand Gymnase.
L'intérêt pour le site remonte au XVe siècle : Cyriaque d'Ancône visite le site en 1448 et copie plusieurs inscriptions, dont certaines perdues depuis. Les pèlerins chrétiens recopient les graffiti du cimetière des Sept Dormants (8) dès cette époque.

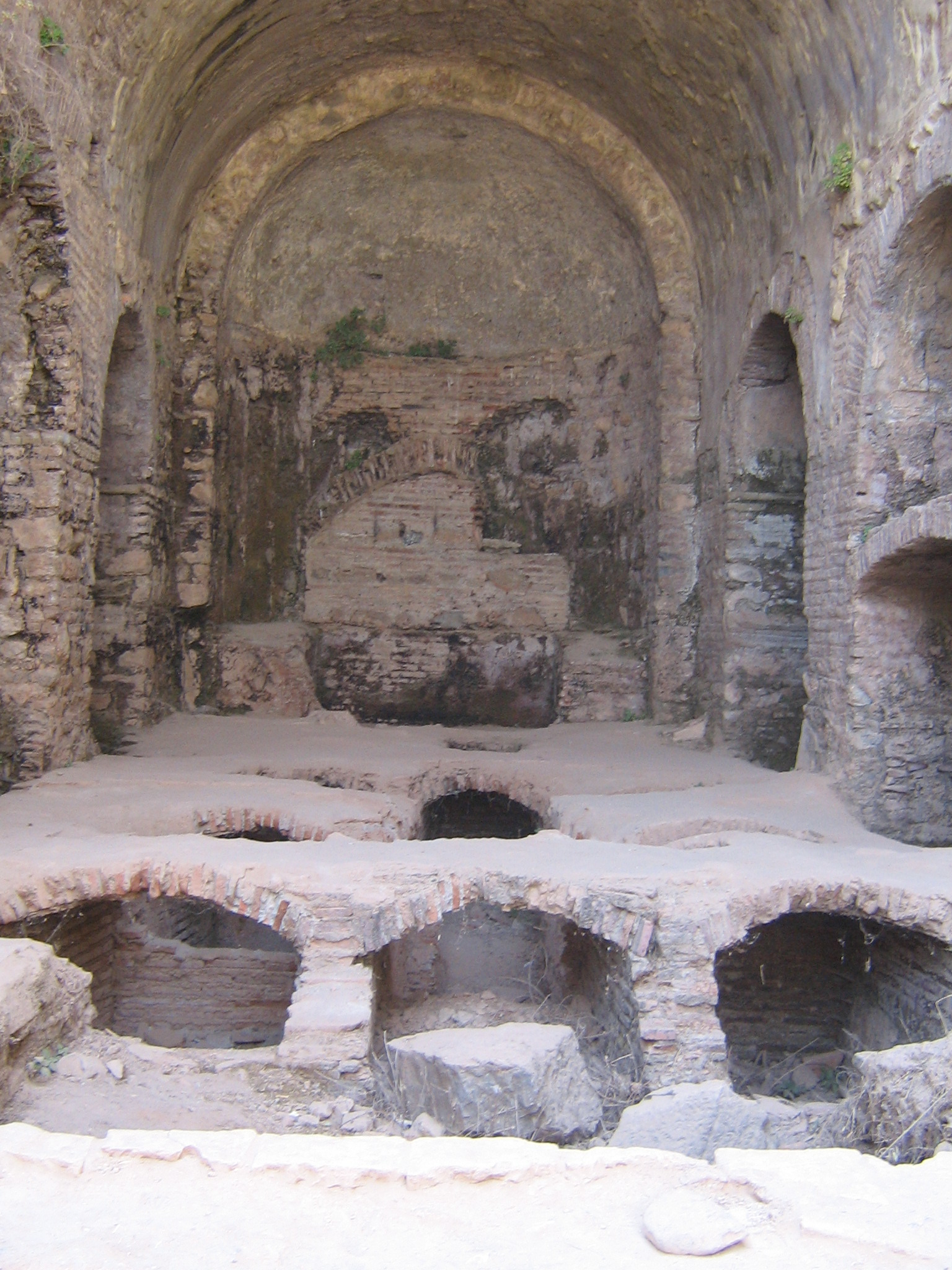
Grotte des Sept Dormants (8). Voir autres images de la grotte, située près du gymnase.

Le médecin Jacob Spon, lors de son voyage en Orient avec le botaniste George Wheler, visita le site d'Éphèse à l'automne 1675. Ils se firent attaquer par des bandits alors qu'il se dirigeaient vers le site, mais réussirent à les effrayer. Spon trouva le lieu très « mélancolique ». Il visita des ruines qu'il prit pour le « temple de Diane », celles du Grand Gymnase. Il explora rapidement, de peur de « s'y endormir pour un siècle ou deux », la Grotte dite des « Sept Dormants d'Éphèse ». Tournefort est persuadé d'avoir vu quatre ou cinq colonnes dans la plaine. Le Comte de Caylus écrivit que l'intégralité des ruines de la plaine étaient celles des dépendances du temple.
Un voyageur britannique, Edward Falkener, séjourna en Asie Mineure en 1844-1845 et passa deux semaines à Éphèse. Il y fit un relevé de toutes les ruines qu'il y vit, tentant de reconstituer un plan de la ville. Il publia ses hypothèses en 1862. Il avait identifié (avec raison) les ruines dans la vallée entre le mont Pion et le mont Coressus comme celles de la Porte de Magnésie. Il avait alors subodoré (assez justement) que le temple devait se trouver dans l'alignement de la Porte.

### Les travaux de Wood

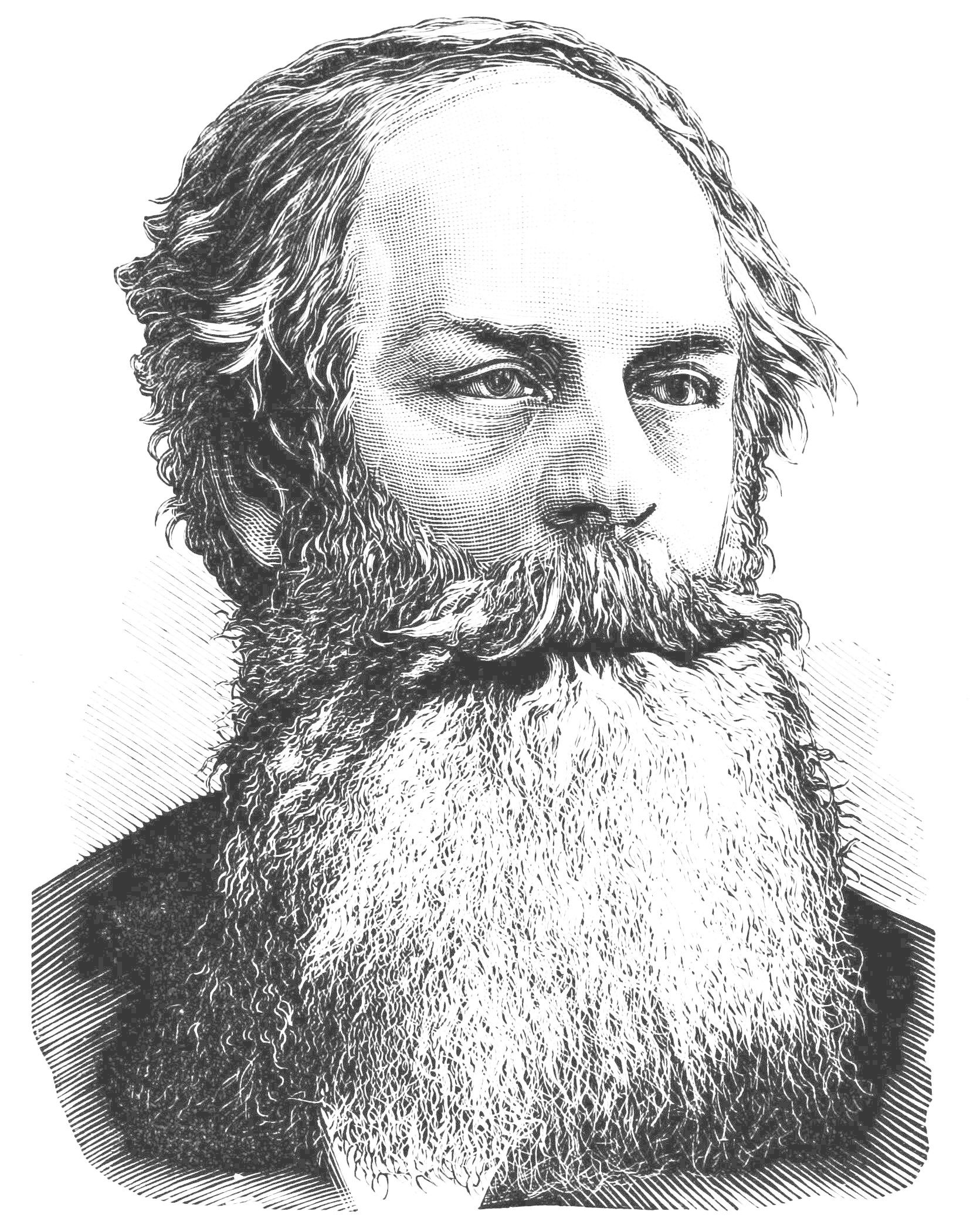
John Turtle Wood (1831-1890).

L'architecte et ingénieur anglais John Turtle Wood avait été chargé en 1858 par l'Empire ottoman de la construction des gares du chemin de fer de Smyrne à Aydın. Sur place, il se passionna pour la recherche du temple d'Artémis à Éphèse. En 1863, il avait obtenu un firman l'autorisant à entreprendre des fouilles, mais aussi à exporter toutes les antiquités qu'il trouverait. En Turquie depuis 1858, Wood n'avait pas lu le livre de Falkener, mais il avait émis une hypothèse assez semblable : réussir à identifier un monument pour conjecturer ensuite la position du temple. Au printemps 1863, il engagea cinq ouvriers qui venaient d'être licenciés de son chantier de chemin de fer pour vérifier ses hypothèses. Il explora les abords du Grand Gymnase, que sa source principale Richard Chandler considérait comme le temple. Il creusa aussi au niveau du port antique. Il mit seulement quelques inscriptions au jour. Il avait ainsi creusé à ses frais soixante-quinze trous assez profonds sur le plateau au sud-ouest d'Ayasoluk.
Au début de 1864, il se tourna vers le British Museum à qui il demanda un financement. Il reçut un accueil favorable : Charles Newton, le conservateur du Département des Antiquités grecques et romaines au British Museum, avait découvert le Mausolée d'Halicarnasse dans des conditions un peu similaires alors qu'il était Vice-Consul de Grande-Bretagne à Lesbos. Il ne vit donc pas d'un mauvais œil cette démarche. De plus, qu'un agent du British Museum découvrît une seconde Merveille du Monde n'était pas pour déplaire à ses directeurs.
Wood obtint son financement. En 1865, il fit dégager l'odéon sous plus de dix mètres de terre et découvrit de très nombreuses inscriptions. Il commença à devenir célèbre et les voyageurs inscrivaient son chantier de fouilles parmi les étapes de leur périple. Il fut même victime d'un tentative d'assassinat. Il fit ensuite fouiller la zone du théâtre. En 1868, ses découvertes furent embarquées sur le H.M.S Terrible. L'investissement du musée portait ses fruits. Cependant, les difficultés commencèrent à s'accumuler : malaria, problèmes pour recruter des ouvriers, nouvelles tentatives d'assassinat, brigands, souris s'attaquant à ses estampages, compensations financières de plus en plus élevées à verser aux paysans. Il tomba même dans un de ses trous.

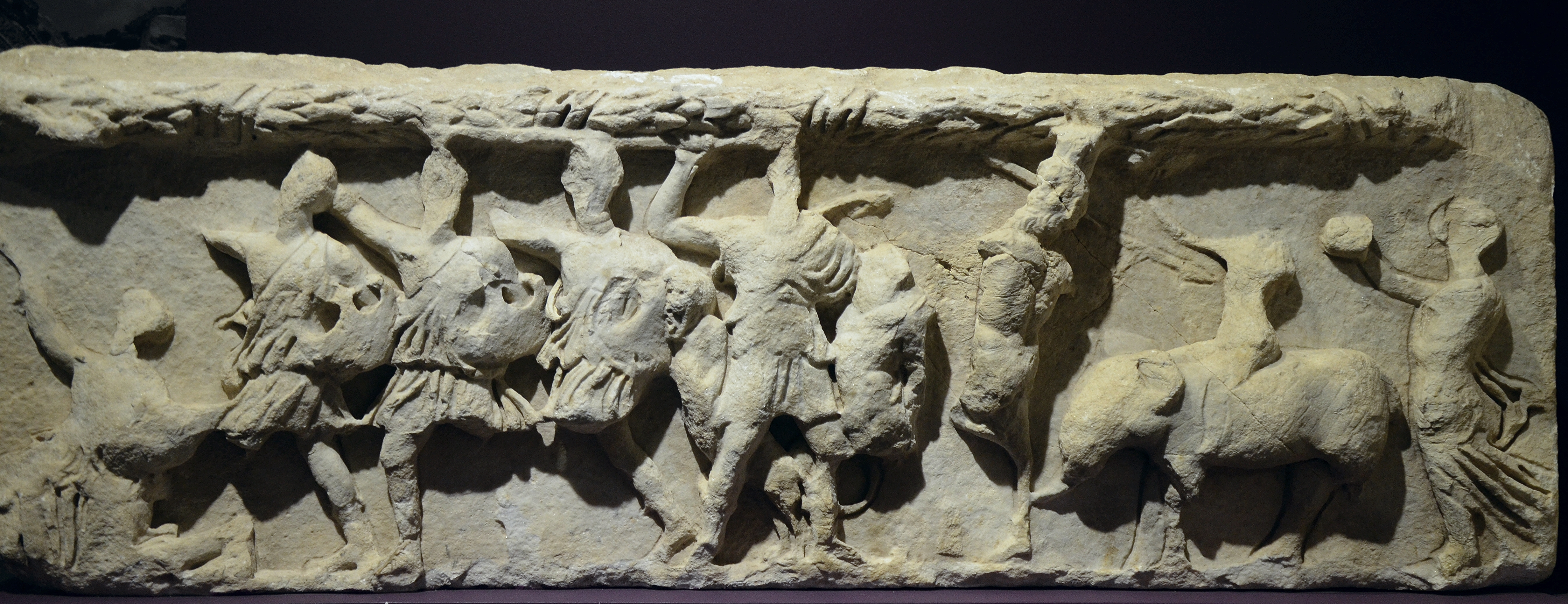
Élément de frise du temple d'Hadrien, représentant des Amazones, Pan, Dionysos, des Satyres et une Ménéade, IVe s. apr. JC. Musée d'Éphèse, Selçuk.

Les fouilles sur le théâtre avaient cependant mis au jour une inscription concernant les statuettes d'or et d'argent données ainsi que leur itinéraire depuis la ville jusqu'au temple par la porte de Magnésie. Utiliser cette porte pour retrouver le temple avait été l'idée de Falkener. Les saisons 1868 et 1869 furent consacrées au dégagement de la route sur près d'un kilomètre en direction d'Ayasoluk, ainsi que de la stoa que Philostrate d'Athènes disait mesurer 1 stade (600 pieds). Le 31 décembre 1869, les recherches portèrent leurs fruits. Le temple fut mis au jour, sous six mètres de sable et surtout sous la nappe phréatique qui était remontée depuis l'Antiquité. L'année suivante, une mosaïque et des fragments d'architecture furent dégagés. En septembre 1871, une partie de la frise des Amazones fut dégagée.
De 1872 à 1874, plus de 3 700 mètres-cubes de terre avaient été enlevés pour plus de £6 000 avec pour résultat plus de 60 tonnes de sculptures transportées d'Asie Mineure à Londres.
À partir de 1873, le British Museum envoya Robert Lowe faire un relevé du site. Le but n'était pas pour le musée de trouver le temple, mais de disposer d'un instrument permettant d'augmenter la collection d'objets et d'antiquités déjà fournie par Wood.

### Fouilles suivantes

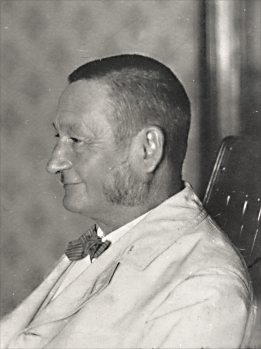
Otto Benndorf, fondateur de l'Institut archéologique autrichien et organisateur des premières fouilles à Éphèse.

En 1895, l'Autrichien Carl Humann acheta le terrain près du temple sans grand résultat. Son compatriote Otto Benndorf avait obtenu cette année-là l'autorisation de fouiller à Éphèse. Premier directeur de l'Institut archéologique autrichien (Österreichisches Archäologisches Institut - ÖAI), il fouilla régulièrement à Éphèse jusqu'à sa mort en 1907. La campagne britannique de D. G. Hogarth en 1904-1905 qui recherchait le grand autel n'aboutit pas. Les Autrichiens finirent par acheter les terrains aux Britanniques, et l'Institut archéologique poursuivit de façon presque continue les fouilles jusqu'à nos jours. Les seules coupures intervinrent en 1909-1910, lorsque la Turquie protesta contre l'annexion de la Bosnie-Herzégovine par l'Autriche-Hongrie, en refusant de délivrer le permis de fouilles entre 1914 et 1925, puis en 1936 et 1954, lorsque les deux guerres mondiales et leurs conséquences immédiates rendirent la poursuite des travaux impossible.
La Grèce profita de son occupation de l' « Ionie grecque chrétienne » en 1921-1922 pour commencer immédiatement à fouiller les vestiges de la basilique Saint-Jean : la défaite de 1922 contre les Turcs interrompit les travaux qui furent repris et achevés par l'ÖAI dans l'Entre-deux-guerres.
Les découvertes de la première moitié du XXe siècle sont maintenant exposées au musée d'Éphèse à Vienne. Après 1966, les archéologues autrichiens Fritz Eichler et Anton Bammer reprirent les fouilles. Les ruines du grand autel furent découvertes et une colonne fut ré-érigée.

## Éphèse aujourd'hui

### Les anastyloses

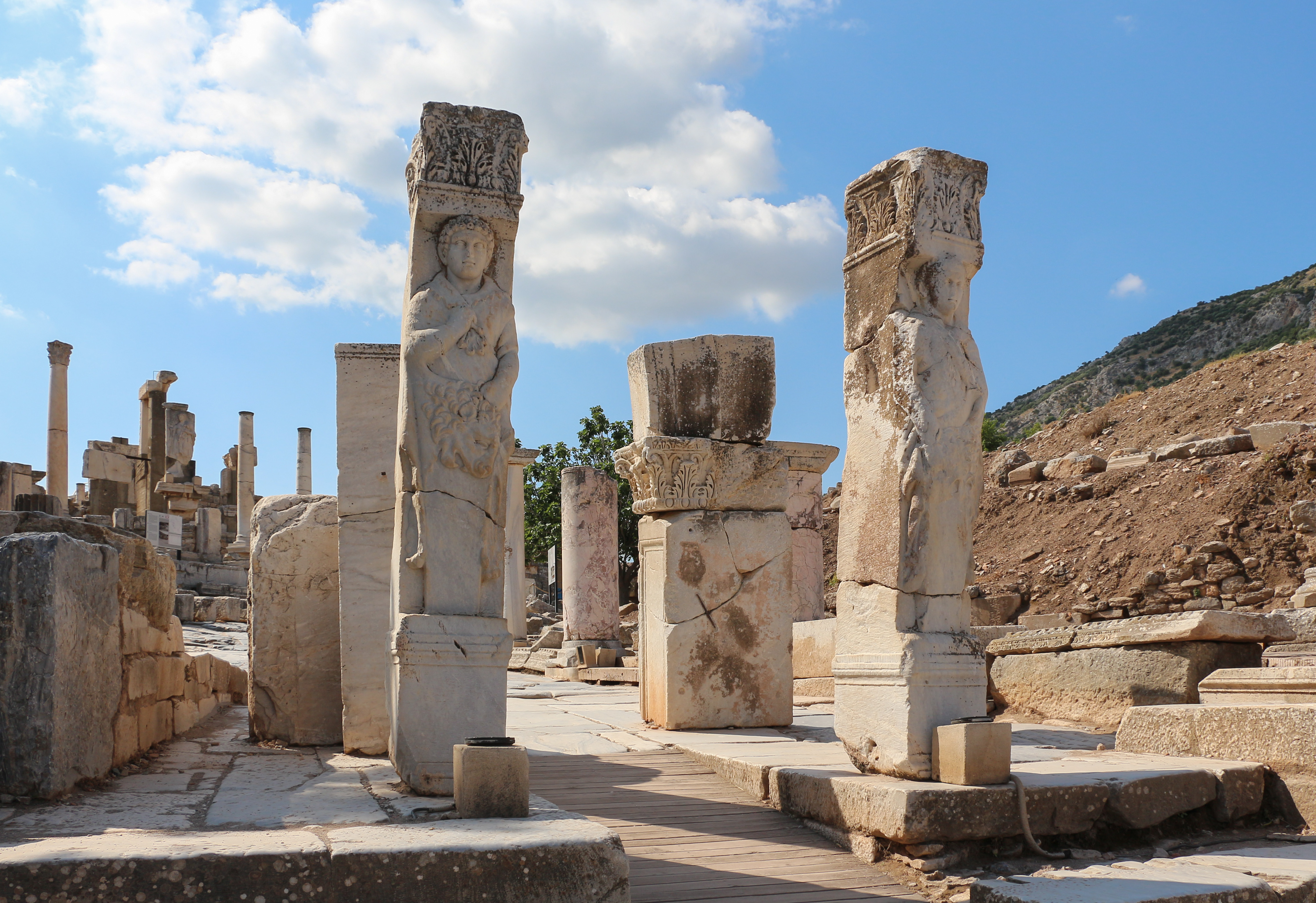
La porte d'Héraclès.

Le souci de la mise en valeur du site archéologique est présent dès les premières missions autrichiennes à Éphèse. Il se traduit par la volonté de proposer des hypothèses de reconstruction des édifices fouillés. Ainsi, les premiers archéologues Otto Benndorf et Rudolf Heberdey prirent-ils l'habitude dès la fin des années 1890 de faire réaliser sur le site d'un édifice nouvellement dégagé une reconstitution provisoire et partielle en empilant deux chapiteaux, une architrave et une corniche pour donner une idée de son décor sculpté. La bibliothèque de Celsus fut l'un des monuments les plus importants à bénéficier de cette politique avec l'installation provisoire d'un fronton reconstitué.

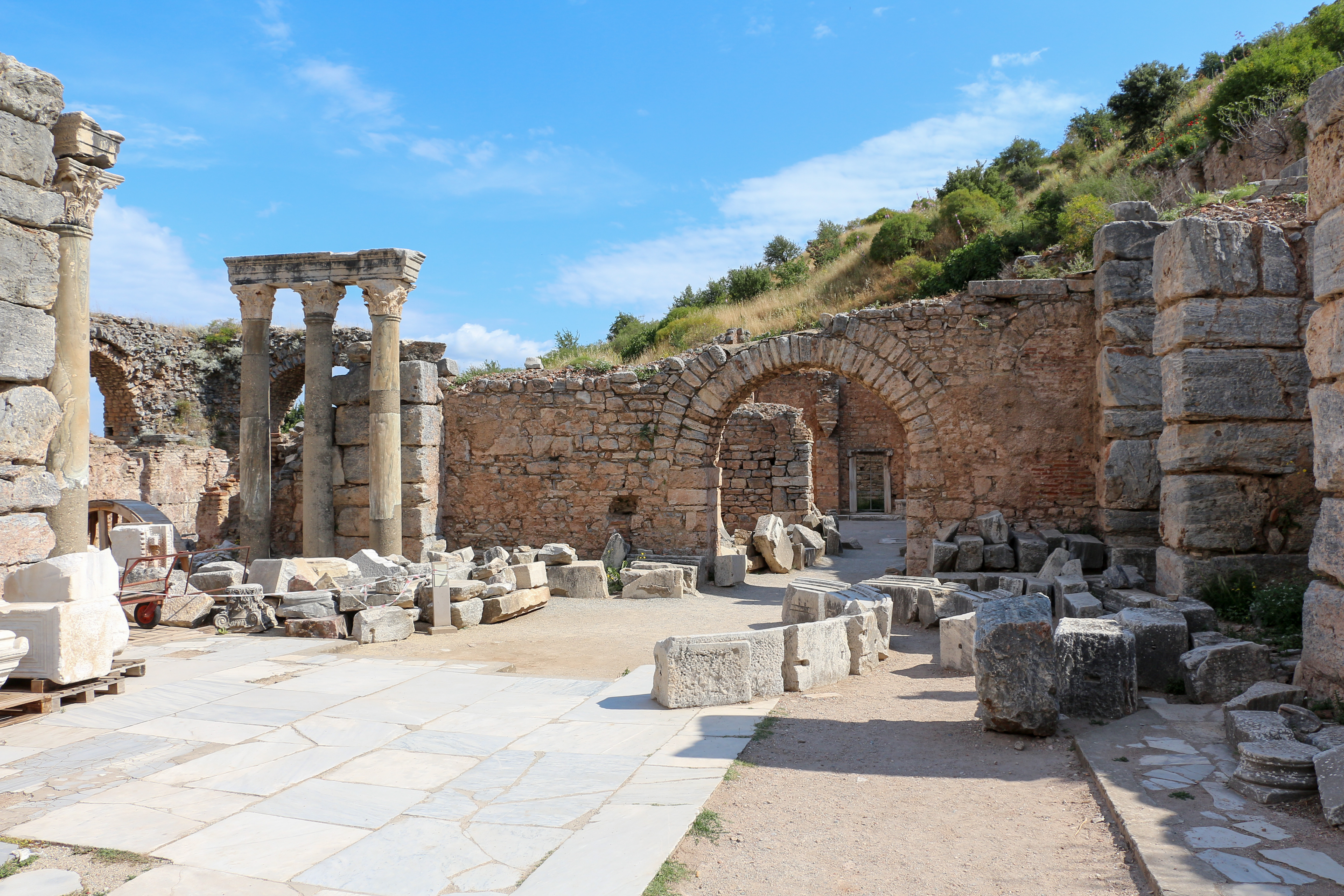
Thermes de Scholasticia.

Dans les années 1950, une nouvelle étape est franchie dans cette politique d'anastylose avec la reconstruction partielle, notamment à l'aide de piliers de béton, des superstructures de certains monuments. O. Schottenhamml procède ainsi pour la basilique civile dit Hall de Néron, en 1955. Franz Miltner dirige à la fin des années 1950 l'anastylose partielle d'un mur de la nef de Saint-Jean et le portique du temple d'Hadrien. Il prend soin de tenir compte des différentes phases de construction de l'édifice, et de remplacer les parties manquantes par des éléments qui se distinguent des originaux tout en s'y intégrant harmonieusement, anticipant ainsi les recommandations de la Charte de Venise sur la restauration et la conservation des monuments historiques, adoptée 1964. Par la suite, l'anastylose des colonnades de la Rue des Courètes, du Prytanée et de la Stoa Basilique permet de poursuivre la mise en valeur des fouilles et de rendre le site plus accessible aux visiteurs. Au Nymphée de Trajan, le manque d'éléments de la colonnade explique l'adoption d'une solution d'anastylose particulière, où de courts blocs de béton séparent les chapiteaux des bases (cf. photographie ci-contre).

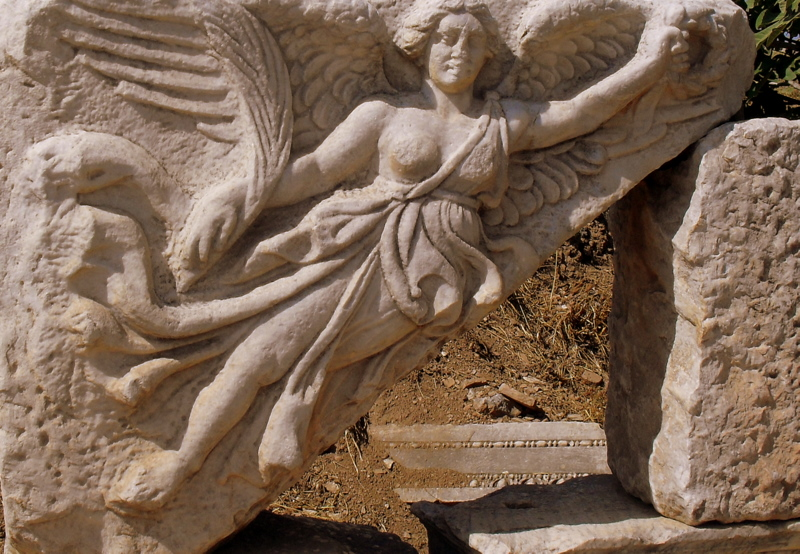
Niké.

Après une période de pause, où l'activité scientifique archéologique l'emporte sur les efforts de mise en valeur des vestiges, les travaux d'anastylose reprennent dans les années 1963-1976 sous la direction d'A. Bammer qui fait usage de blocs de béton et de barres de fer pour assembler les blocs originels dans plusieurs monuments : le monument de Memmius, le monument de Pollio, la fontaine de Domitien, les colonnades du Temple d'Artémis et la Terrasse de Domitien. Ces anastyloses évoquent davantage la destruction du monument que son aspect originel et sont de nature provisoires.
Mais le projet d'anastylose le plus important et le plus spectaculaire reste celui de la Bibliothèque de Celsus, mené par Hermann Vetters et achevé en 1978 après neuf ans de travaux sous la direction de Volker Michael Strocka et F. Hueber. De nouvelles techniques sont mises en œuvre résultant d'une meilleure compréhension des pratiques de construction antique, comme l'utilisation d'une légère courbe au centre des éléments horizontaux d'une façade pour augmenter l'effet de perspective. La mise en valeur de l'environnement de la Bibliothèque se poursuit avec la reconstruction de la porte sud de l'Agora Tetragonos, achevée en 1989.

Anastyloses de monuments à Éphèse
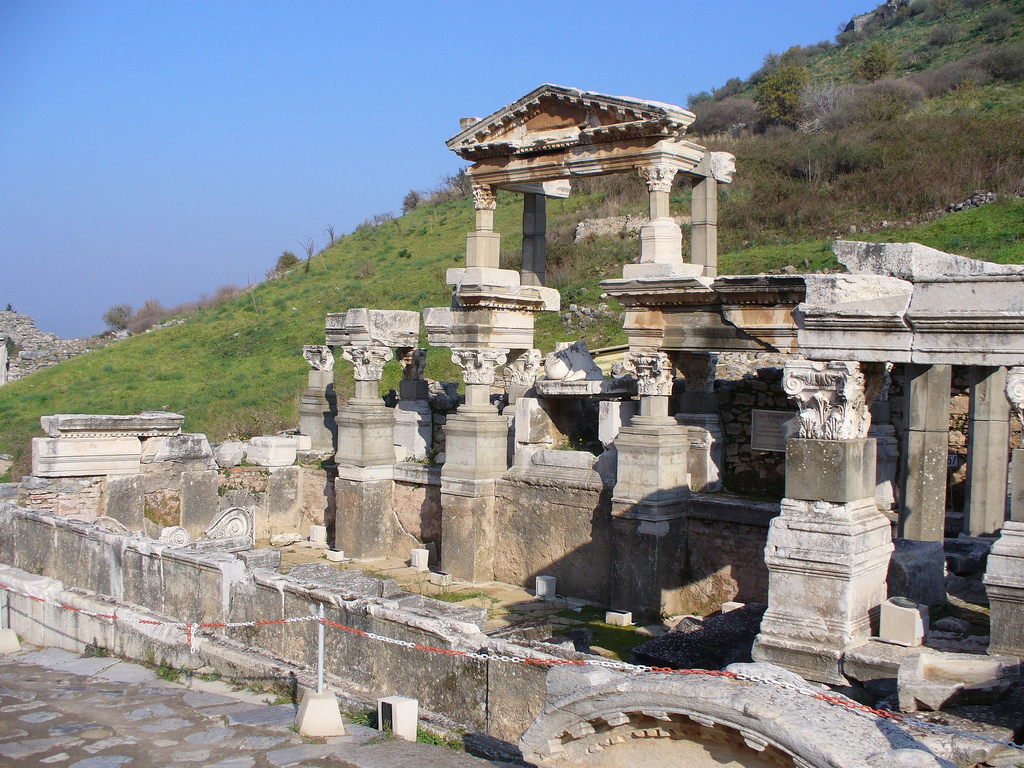
Nymphée de Trajan
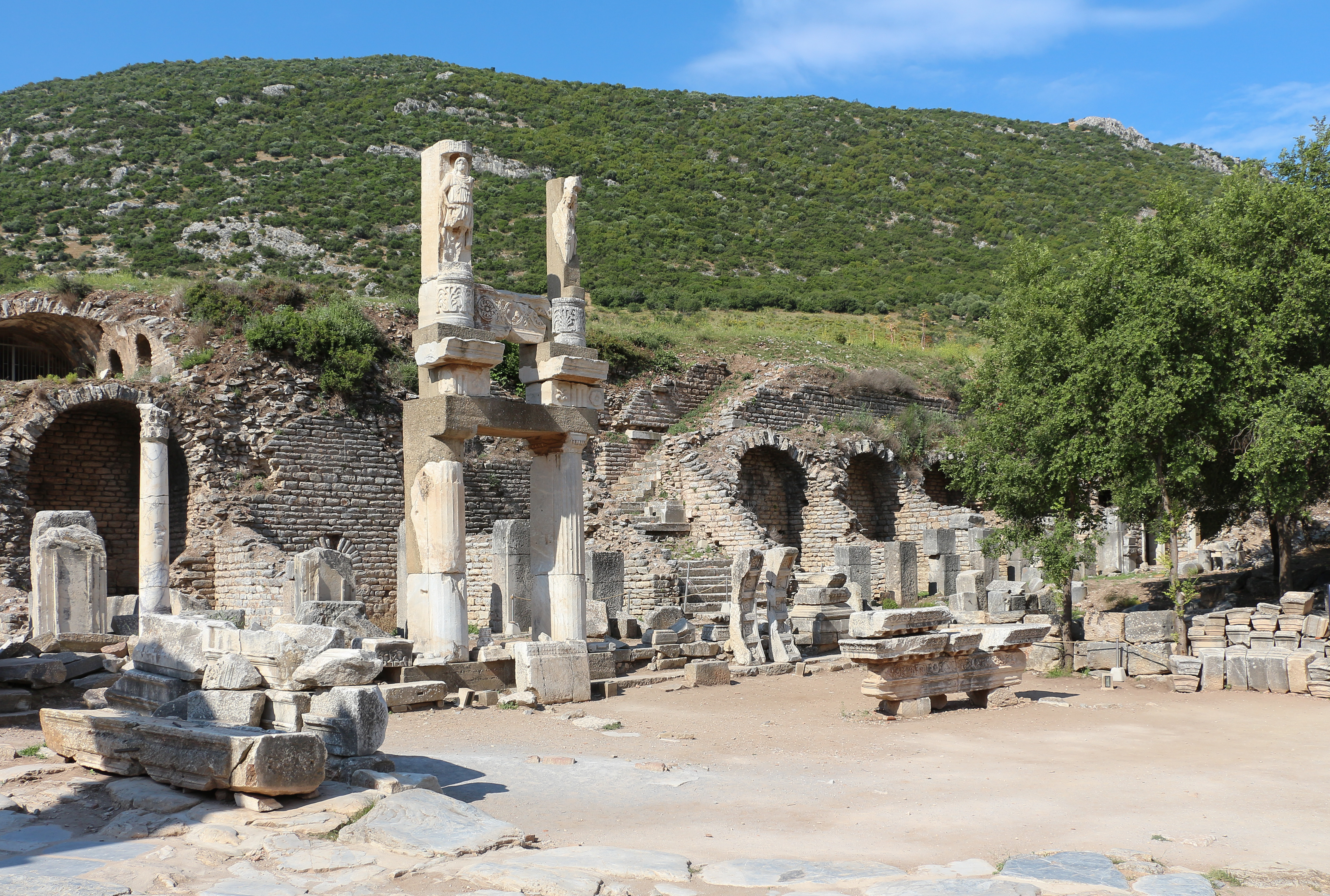
Temple de Domitien
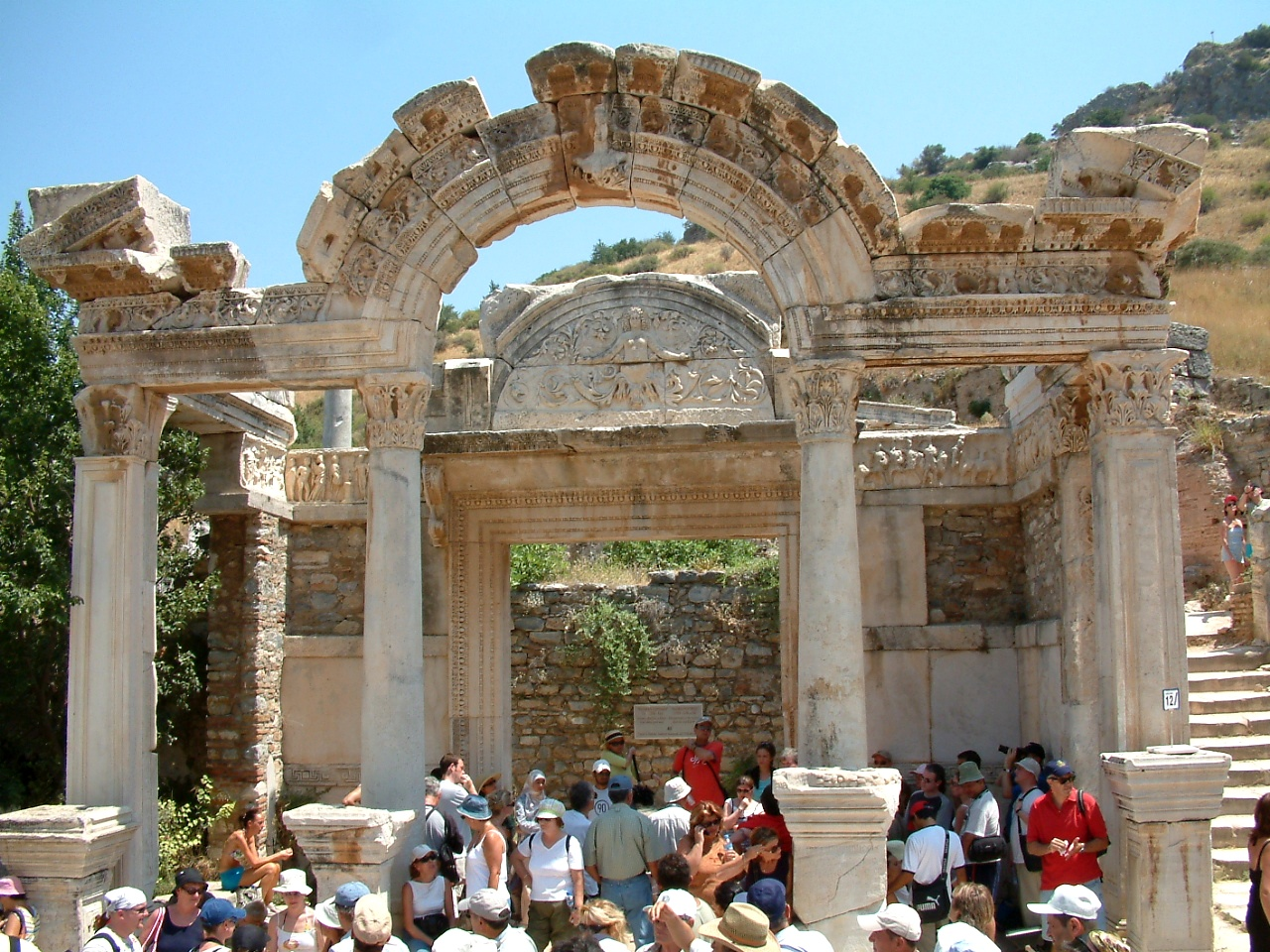
Temple d'Hadrien

### Le musée des maisons en terrasse

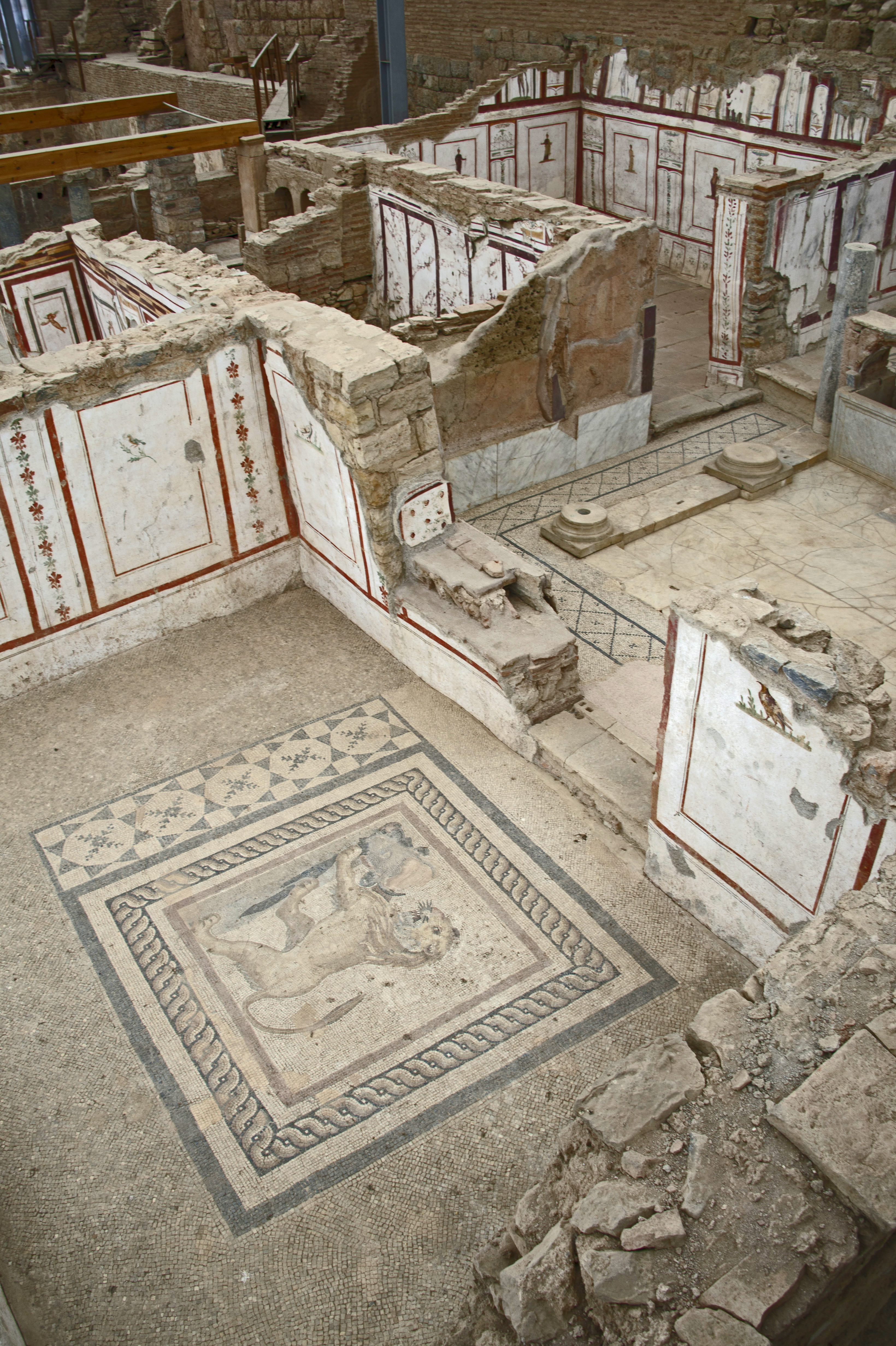
Peintures et mosaïques des maisons en terrasses.

Le dégagement des deux grands îlots résidentiels donnant sur la rue des Courètes, entre 1960 et 1967 pour l'îlot 1, puis 1967 et 1983 pour l'îlot 2, sous la direction d'H. Vetters, a révélé des structures d'un intérêt exceptionnel pour la compréhension de la vie quotidienne à Éphèse. Il ne s'agit plus ici d'anastylose mais de restauration de bâtiments préservés sur la plus grande partie de leur élévation.
L'îlot 2 fait l'objet d'un ambitieux programme de protection par une toiture à partir de 1979, alors que les fouilles et les travaux de restauration se poursuivent.
En 1999, la protection et la mise en valeur de l'îlot 2 sont achevées : il constitue dès lors un musée séparé, avec son propre parc de stationnement et son entrée, à l'intérieur du site archéologique d'Éphèse.

### Le musée d'Éphèse à Selçuk

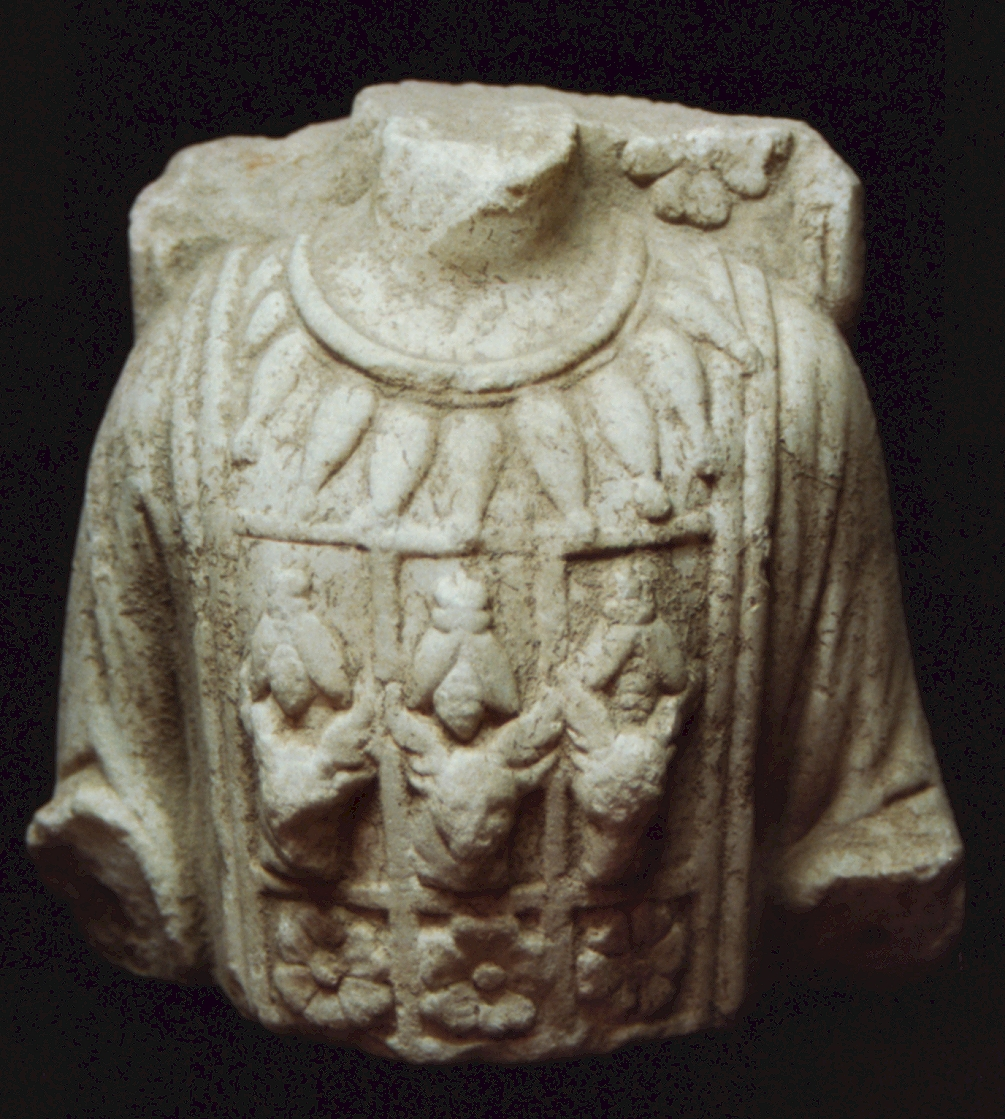
L'Artémis « sans tête »

La majorité des objets découverts dans les anciennes fouilles sont répartis entre les musées d'Istanbul (musée archéologique d'Istanbul) et d'Izmir, de Vienne (Kunsthistorisches Museum), et de Londres (British Museum). En 1929 est créé un dépôt d'antiquités à Selçuk qui devient la base du futur musée, agrandi en 1964 et 1976. Les collections du musée comprennent environ 50 000 objets depuis le IVe millénaire av. J.-C. jusqu'à l'époque moderne, la période couvrant l'Antiquité classique et l'époque médiévale étant la mieux représentée.

La grande Artémis d'Éphèse (n° 712)
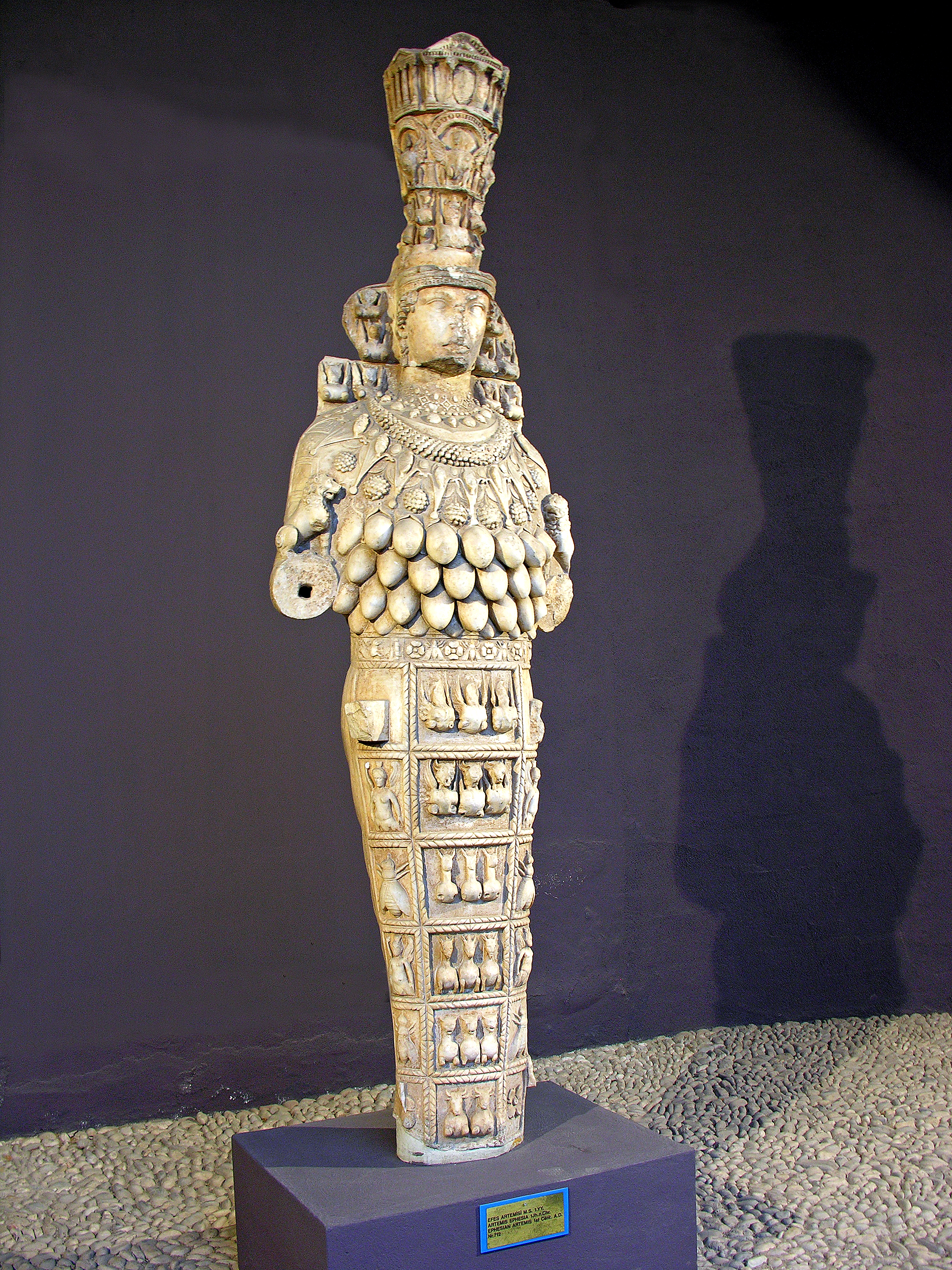
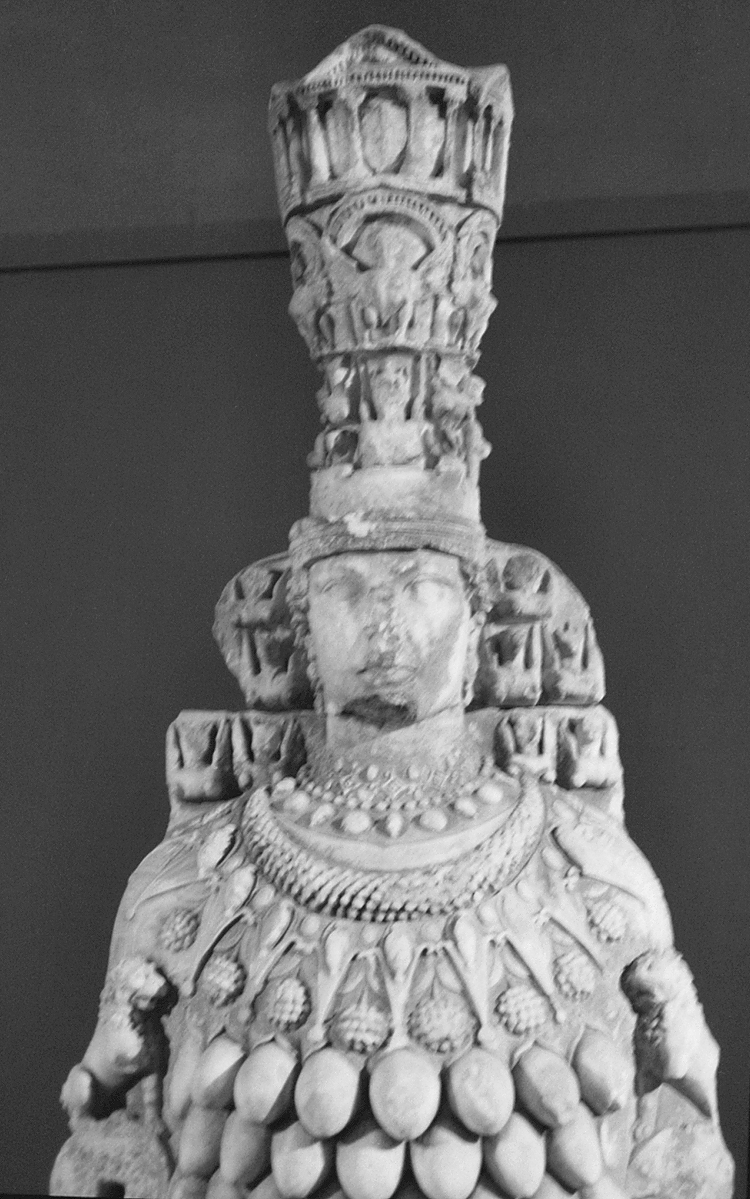

Le musée est divisé en deux départements distincts, l'un consacré à l'archéologie, et l'autre à l'ethnographie. Ce dernier occupe un musée ethnographique réorganisé en 1995 à la suite de la restauration d'un hammam turc (Saadet-Hatun-Hamam) dans la partie ouest du musée de Selçuk en 1972.

Artémis d'Éphèse (n° 718)
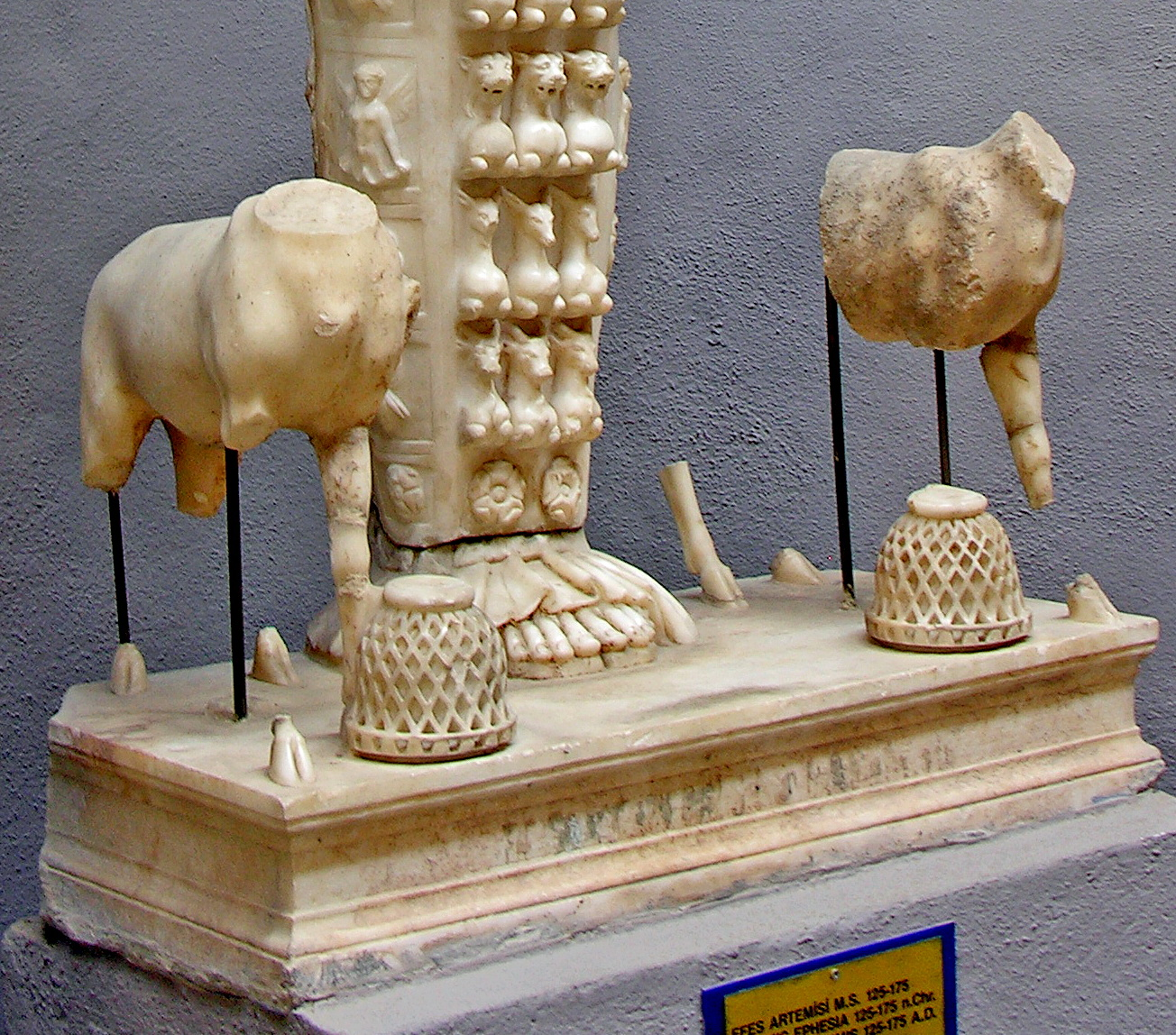
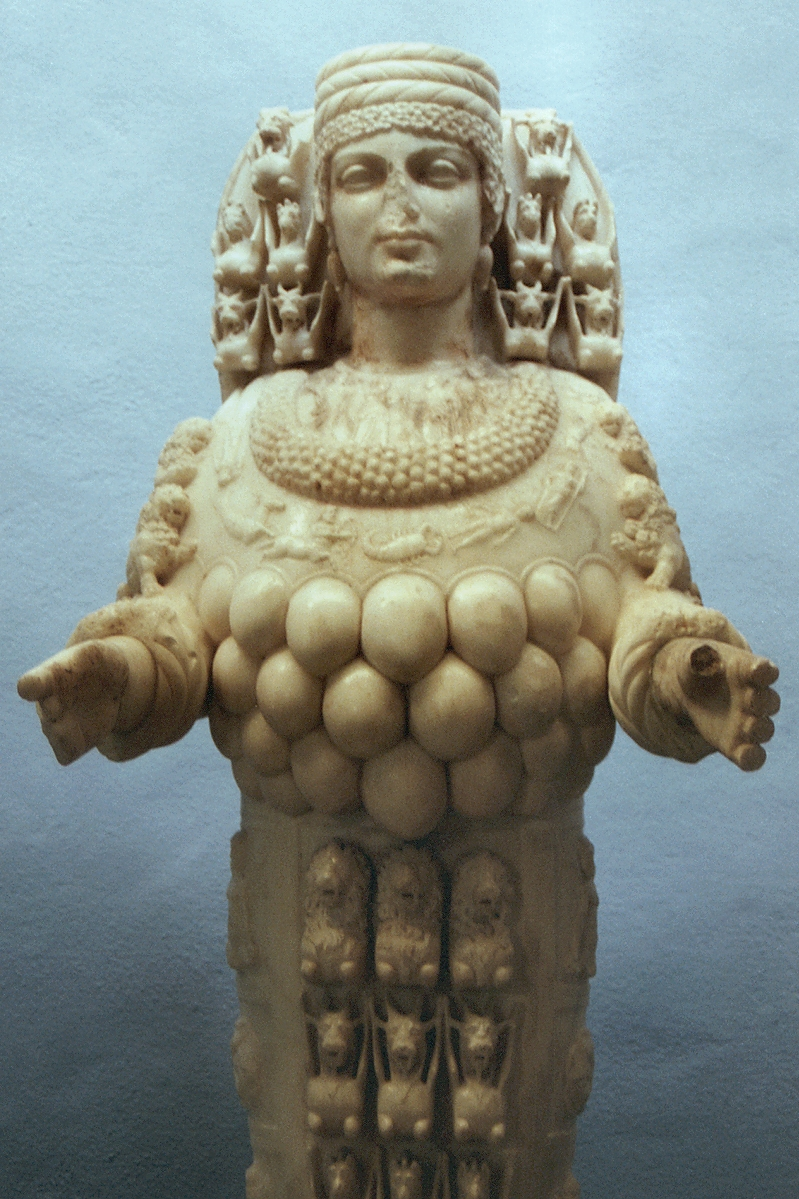
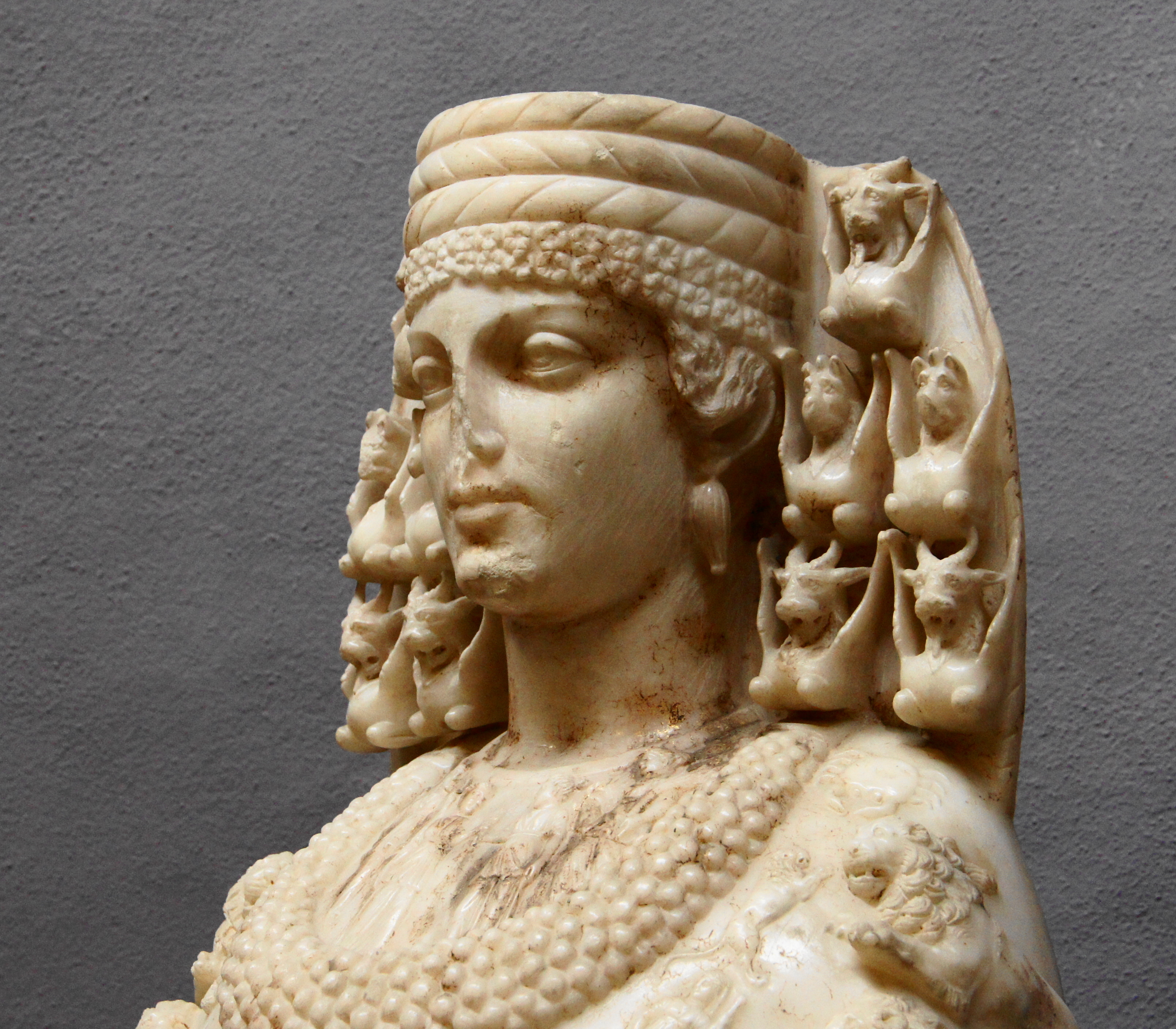

### Généralités
- (de) Dieter Knibbe, Ephesus : Geschichte einer Bedeutenden Antiken Stadt, Francfort, 1998 ;
- (en) Peter Scherrer (éd.), Ephesus. The New Guide, Selçuk, 2000 (tr. L. Bier et G. M. Luxon)  (ISBN 975-807-036-3) ;
- (en) Peter Scherrer, « The historical topography of Ephesos », in D. Parrish (ed.), Urbanism in Western Asia Minor, New Studies on Aphrodisias, Ephesos, Hierapolis, Pergamon, Perge and Xanthos, Journal of Roman Archaeology Supplementary Series 45, Portsmouth, 2001, p. 57-93.

### Époque romaine et romaine tardive
- (fr) (collectif) Les maisons du flanc à Éphèse, Istanbul (sans date) ;
- (fr) Denis Feissel, « Vicaires et proconsuls d'Asie du IVe au VIe siècle », Antiquité tardive 6, 1998, 91-104 ;
- Helmut Halfmann  Ephèse et Pergame. Urbanisme et commanditaires en Asie mineure romaine, Bordeaux, Ausonius, Scripta Antiqua 11, 2004, 148 p.  (ISBN 2-910023-55-9)
- (en) Helmut Koester (éd.), Ephesos, Metropolis of Asia, Harvard University Press, 2004 ;
- (en) S. Ladstätter et A. Pülz, Ephesus in the Late Roman and Early Byzantine Period : Changes in its Urban Character from the Third to the Seventh Century AD, in A. G. Poulter (éd.), The Transition to the Late Antiquity on the Danube and beyond, Proceedings of the British Academy 141, Londres, 2007, p. 391-433.
- (de) Renate Pillinger e. a. (éd.), Efeso Paleocristiana e Bizantina - Frühchristliches und Byzantinisches Ephesos, Rome, 1999 ;
  - (de) St. Karwiese, « Die Marienkirche und das dritte ökumenische Konzil », p. 81-85 ;
  - (fr) Denis Feissel, « Épigraphie administrative et topographie urbaine : l'emplacement des actes inscrits dans l'Éphèse protobyzantine (IVe-VIe s.) », p. 121-132 ;
  - (it) A. Carile, « Efeso da polis a kastron », p. 133-145.
- (de) H. Thür, « Das spätantike Ephesos. Aspekte zur Frage der Christianisierung des Stadtbildes », in G. Brands et H.-G. Severin (éd.), Die spätantike Stadt und ihre Christianisierung, Halle/Saale, 2000, 259-74 ;
- (de) H. Thür, Hanghaus 2 in Ephesos. Die Wohneinheit 4. Baubefund. Ausstattung. Funde, Vienne, FiE VIII, 6, 2005 ;
- (de) Andreas Thiel, Die Johanneskirche in Ephesos, Wiesbaden, 2005 ;

### Époque byzantine et ottomane
- (en) Clive Foss, Ephesus after Antiquity : A late antique, Byzantine and Turkish City, Cambridge, University Press, 1979, 218 p. (ISBN 0-521-22086-6, lire en ligne)
- (en) John Nesbitt et Nicolas Oikonomides, Catalogue of Byzantine Seals at Dumbarton Oaks and in the Fogg Museum of Art, volume 3, West, Northwest, and Central Asia Minor and the Orient, Dumbarton Oaks, 1996, p. 29-34.
- (en) Richard Stoneman, Land of Lost Gods. The Search for Classical Greece, Hutchinson, Londres, 1987.  (ISBN 0-09-167140-X) ;